# سوخو سو-۳۰

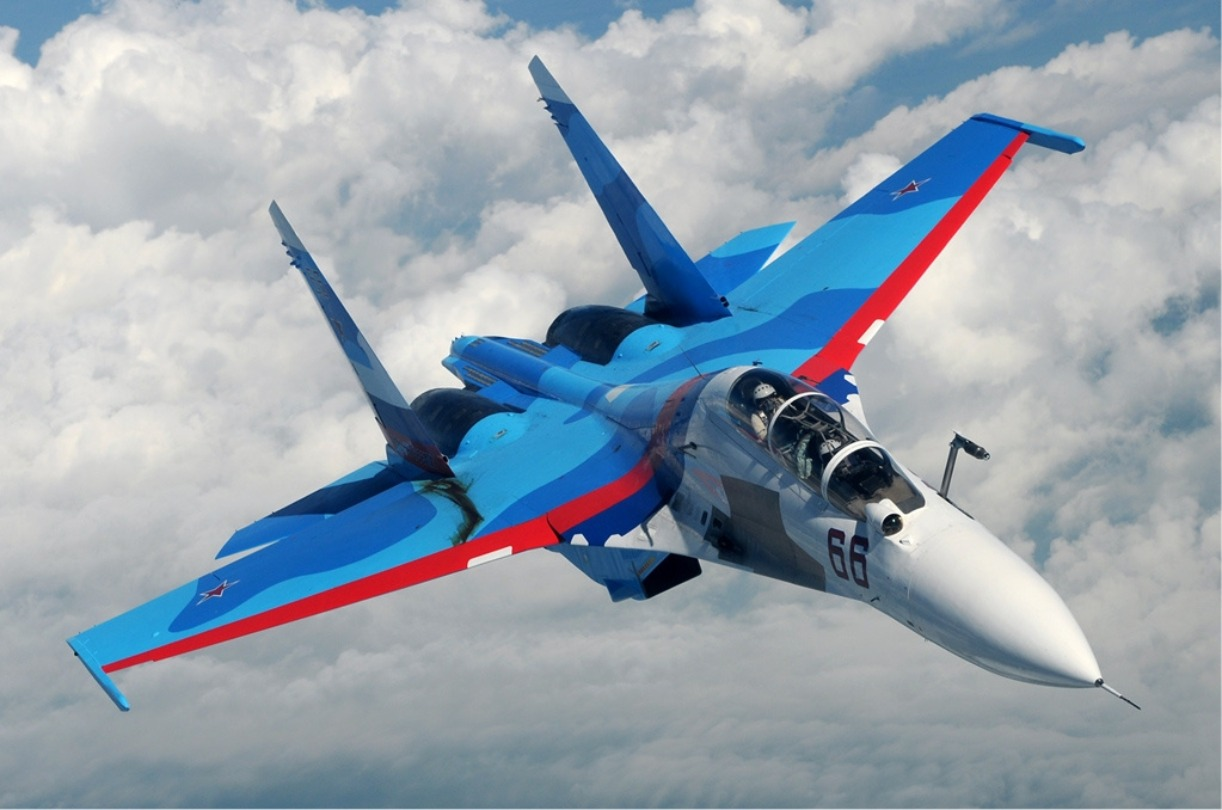
سوخو-۳۰ گروه شوالیه‌های روسی

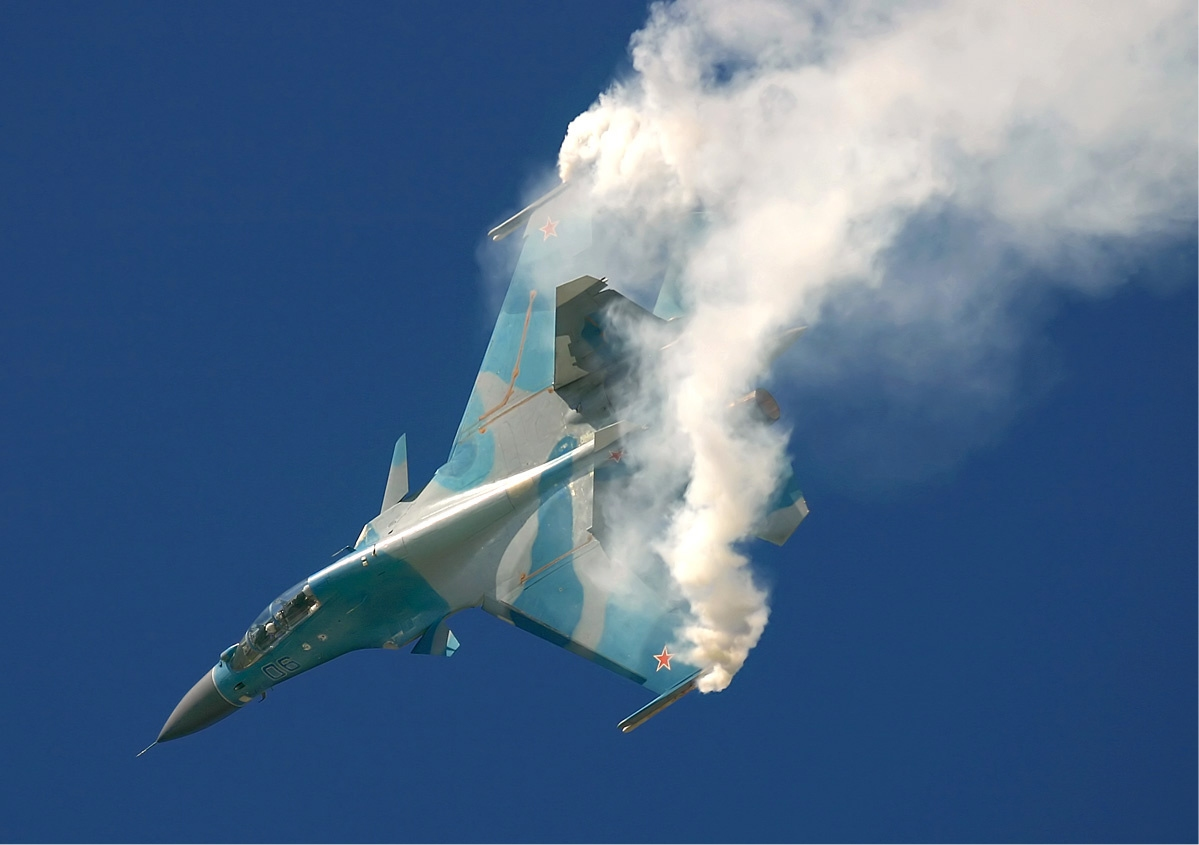
سوخو-۳۰ ام‌کی

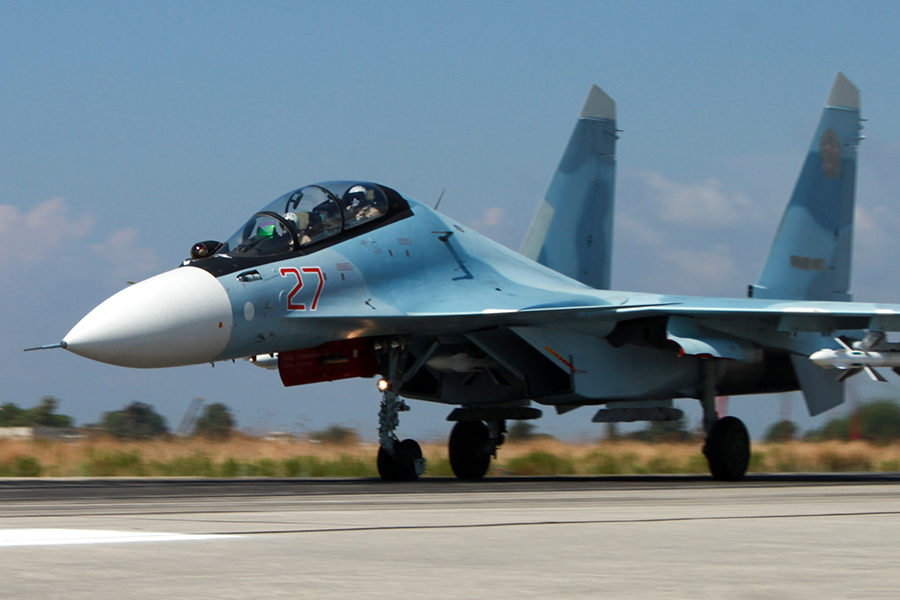
سوخو-۳۰ روسیه در لاذقیه برای کمک به ارتش سوریه

سوخو سو-۳۰ (به روسی: Сухой Су-30) (نام‌گذاری ناتو: فلانکر-سی/جی/اچ) یک جنگنده چندمنظوره دوموتوره و ابرمانورپذیر و دوسرنشین است که شرکت هوانوردی سوخو در روسیه طراحی کرده‌است. این جنگنده برای عملیات در تمام شرایط آب‌وهوایی و برای انجام مأموریت‌های هوا به هوا و هوا به سطح طراحی شده‌است. قابلیت‌ها و ویژگی‌های عمومی این جنگنده، تا حدودی مشابه قابلیت‌های اف-۱۵ئی استرایک ایگل است.
جنگنده بمب‌افکن سوخو-۳۰ در حقیقت نمونه پیشرفته‌تر جنگنده سوخو-۲۷ است. سوخو-۳۰ علاوه بر ایفای نقش برتری هوایی، توانایی درگیری با اهداف زمینی و همچنین حمل فهرست گسترده‌ای از تسلیحات گوناگون را داراست. این هواپیما، دارای سامانهٔ «خلبان خودکار» در تمام مراحل پرواز، از جمله پرواز کم ارتفاع یا پرواز کروز است. برد عملیاتی این جنگنده ۱۵۰۰ کیلومتر است که با مخزن اضافی سوخت، به ۳۰۰۰ کیلومتر هم می‌رسد که با به‌کارگیری روش سوخت‌گیری هوایی می‌توان برد آن را تا ۵۲۰۰ کیلومتر (۳۲۰۰ مایل) نیز افزایش داد.
سوخو-۳۰ بر مبنای بدنه و طرح کلی جنگنده سوخو-۲۷ توسعه پیدا کرده‌است و در دو مدل مختلف در دو شرکت رقیب کمسومولسک و یاکوولف تولید می‌شود.
مدل‌های ام‌کاکا و ام‌کا۲ در کارخانه‌های کمسومولسک ساخته می‌شوند و برای فروش به چین، اندونزی، ونزوئلا و ویتنام طراحی شده‌اند. این شرکت در نخستین مراحل توسعهٔ سوخو-۳۵ مشارکت داشت و در واقع این مدل‌ها نمونه‌های دوسرنشینه از سوخو-۳۵های دهه ۱۹۹۰ هستند. چینی‌ها در سفارش خود به روسیه، یک رادار قدیمی‌تر و سبک‌تر را برای جنگنده‌ها انتخاب کردند و با حذف پیش‌بالها ظرفیت بارگیری هواپیما بیشتر شده‌است. این مدل‌ها دارای توانایی دوگانهٔ برتری هوایی و حمله به زمین هستند.
یاکوولف به‌طور سنتی همکار نیروی دفاع هوایی شوروی (که مستقل از نیروی هوایی است) بود و در مراحل اولیه توسعه جنگنده‌های خانواده فلانکر مسئولیت ساخت سوخو-۲۵یوبی مدل دوسرنشینهٔ تمرینی این جنگنده به آن واگذار شد. هنگامی‌که هندی‌ها به خرید سوخو-۳۰ علاقه‌مند شدند شرکت ایرکوت جنگنده چندمنظوره سوخو-۳۰ام‌کاآی را عرضه کرد که مدلی از سوخو-۲۷یوبی با اویونیک اصلاح‌شده بود. در این مدل‌ها علاوه بر توانایی حمله به زمین، امکانات مناسبی برای مأموریت‌های برتری هوایی همانند افزودن پیش‌بال به بدنه، جهت‌دهی رانش و رادار آرایه فازی دوربرد فراهم شده‌است. کشورهای مالزی، الجزایر و ونزوئلا مدل‌هایی از این سری را خریداری کرده‌اند و نیروی هوایی روسیه نیز مدل اس‌ام از این سری را به کار می‌گیرد. کشور هندوستان بزرگ‌ترین ناوگان سوخو-۳۰ را در اختیار دارد. سوخو-۳۰ دارای توانایی انجام مانورهای بسیار پیشرفته از جمله تیل اسلاید و کبرای پوگاچو است. اویونیک سوخو-۳۰ دارای سامانه خلبان خودکار است و توانایی پرواز خودکار در همهٔ ارتفاع‌های پروازی از جمله پرواز ارتفاع پایین را دارد. این سامانه کنترل الکترونیکی، با سامانهٔ ناوبری هواپیما هماهنگ‌سازی شده‌است و این هماهنگ‌سازی موجب شده که سوخو-۳۰ بتواند به‌طور خودکار ارتفاع را تغییر دهد و به هدف معین نزدیک شود؛ همچنین انجام بازگشت خودکار به مختصات پایگاه و فرود خودکار بدون نیاز به خلبان را داشته باشد.

## طراحی

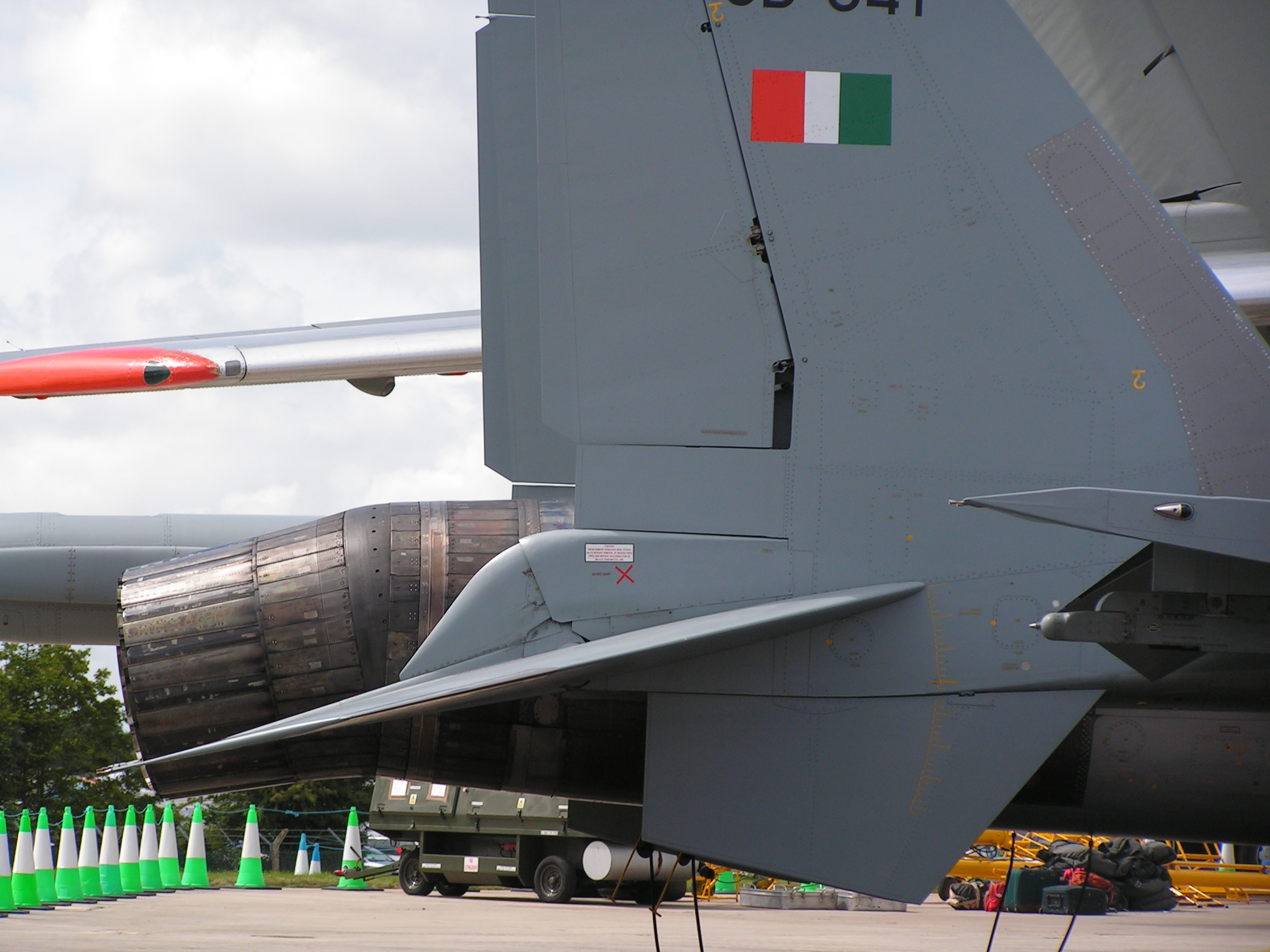
سوخو سو-۳۰

پس از موفقیت و کامیابی سوخو-۲۷ در آزمایش‌های اولیه، نیروی هوایی روسیه برای برطرف کردن ایرادهای سوخو-۲۷ شروع به ارتقای ویژگی‌های آن کرد. این ویژگی‌ها شامل افزایش برد هواپیما برای دستیابی به دورترین مرزهای کشور روسیه بود. همچنین تک‌سرنشین بودن هواپیما برای سفرهای طولانی مناسب نبود و نیاز به خلبان کمکی پیدا شد. در نتیجه سوخو-۳۰ براساس سوخو-۲۷ یوبی طراحی و ساخته شد.
این پرنده دارای دو موتور و دو سرنشین و ترمز هوایی است که با ترکیبی از ویژگی‌های آیرودینامیکی و پیش‌رانش کنترل، قدرت مانور بسیار بالایی را از آن خودش کرده. این هواپیما با ذخیرهٔ ۵٬۲۷۰ کیلوگرم سوخت می‌تواند نزدیک به ۴٫۵ ساعت در مسافتی حدود ۳٬۰۰۰ کیلومتر پرواز کند. البته در حالت پرواز کروز برد این جنگنده به ۵٬۲۰۰ کیلومتر و مداومت پروازی حدود ۱۰ ساعت افزایش پیدا می‌کند.

## مدل‌ها

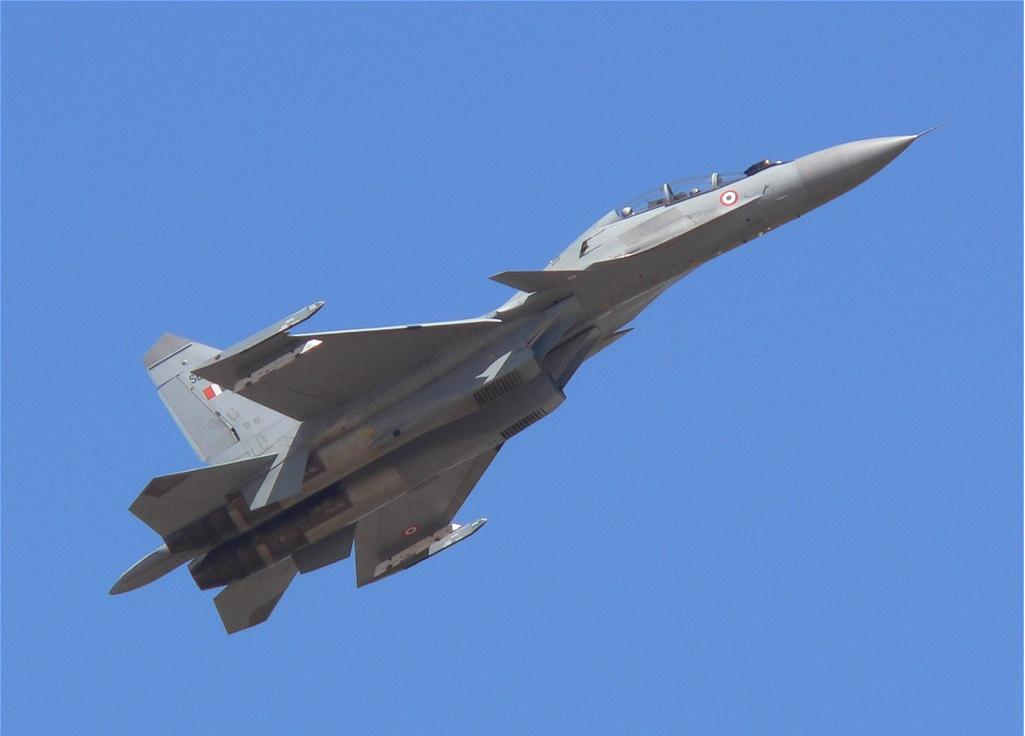
مدل MKI - نیروی هوایی هند

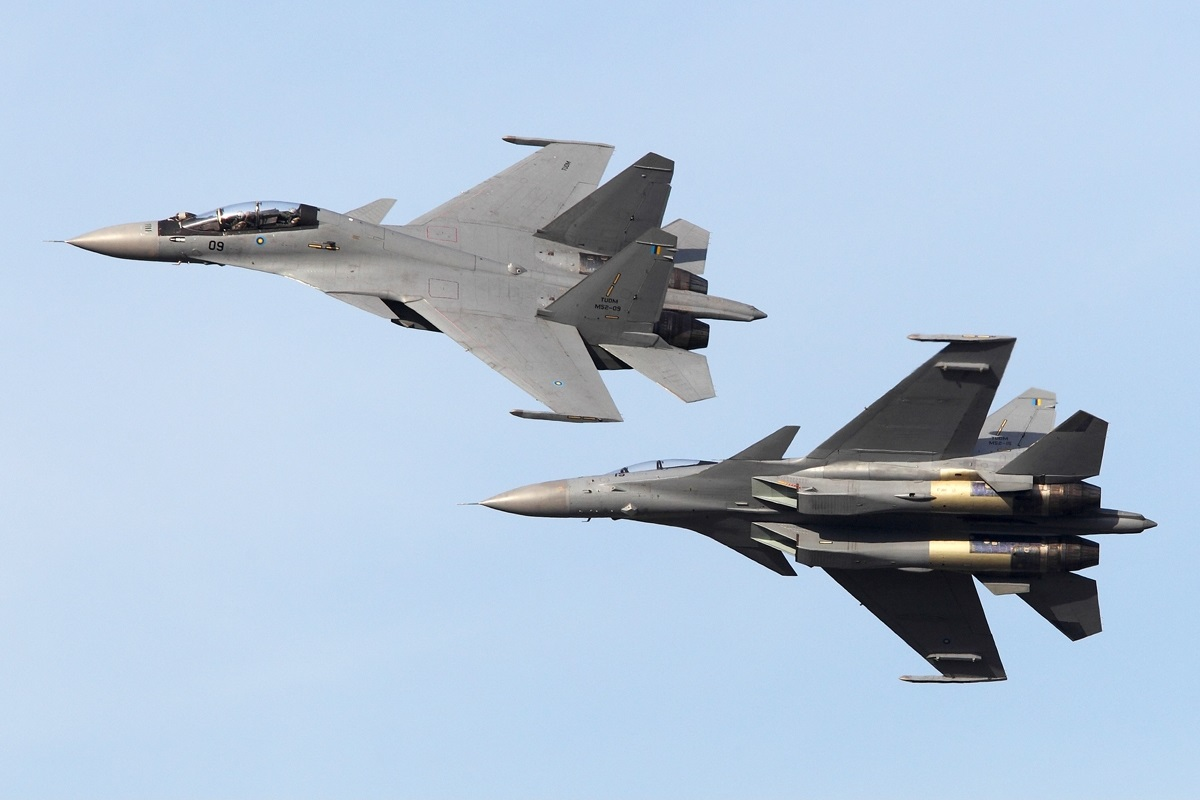
مدل MKM

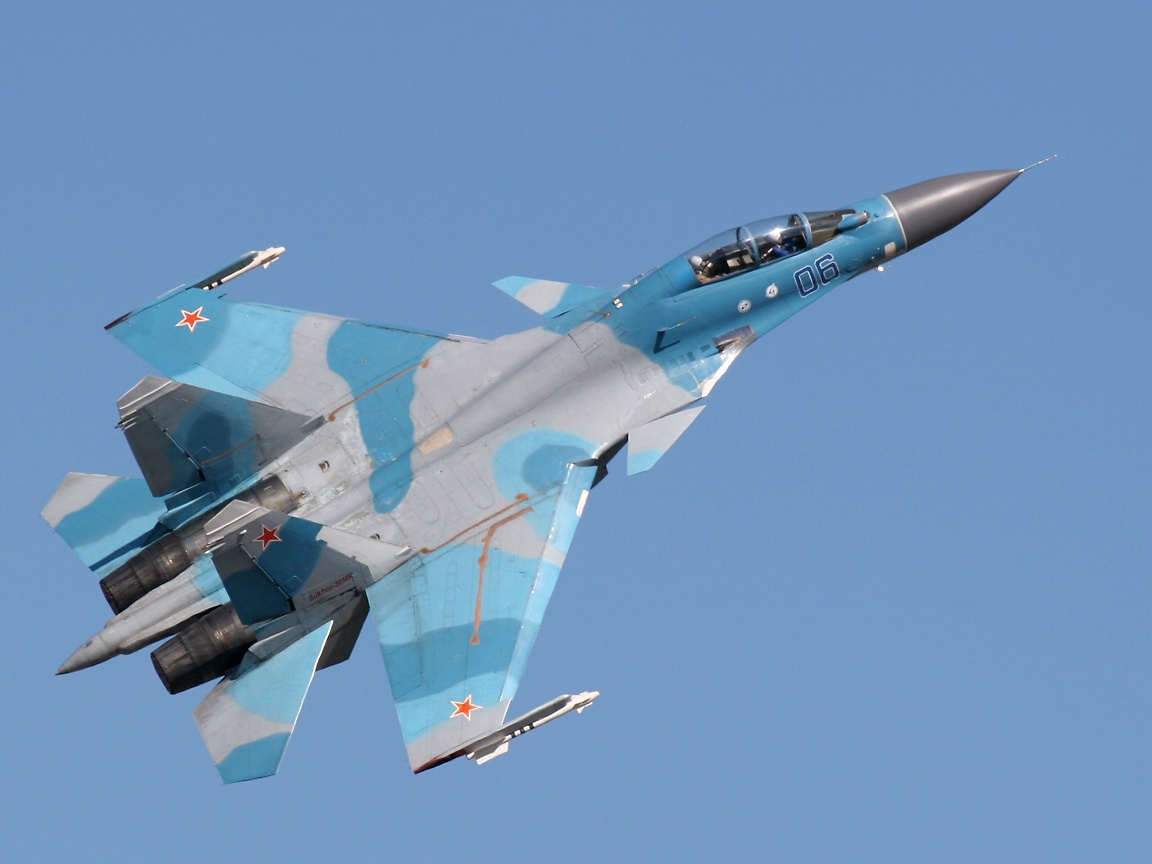
مدل MKK

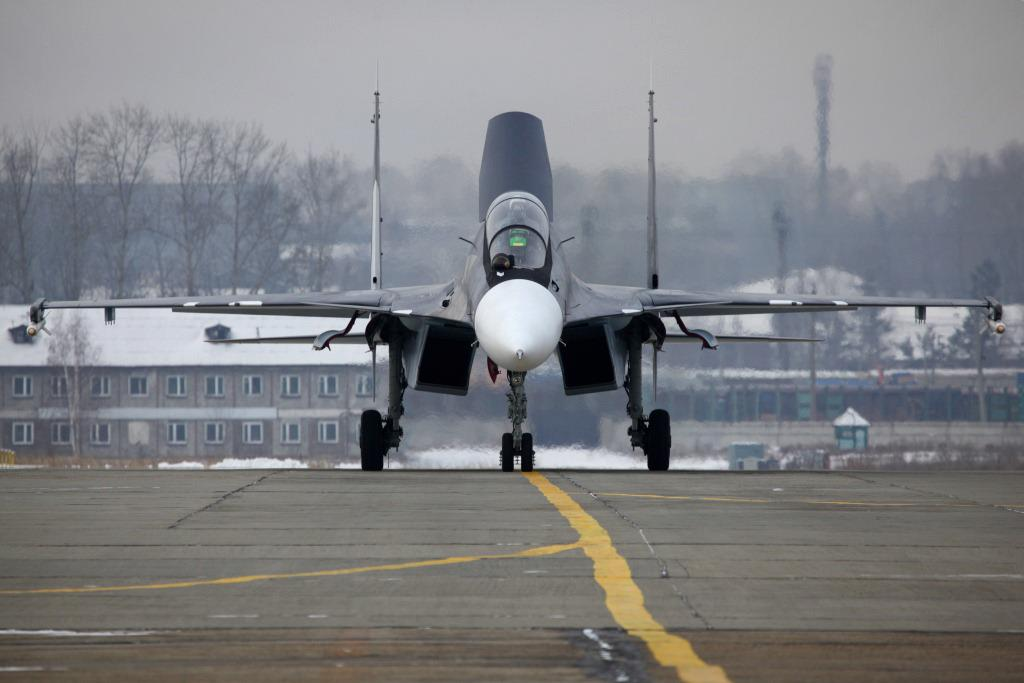
مدل SM

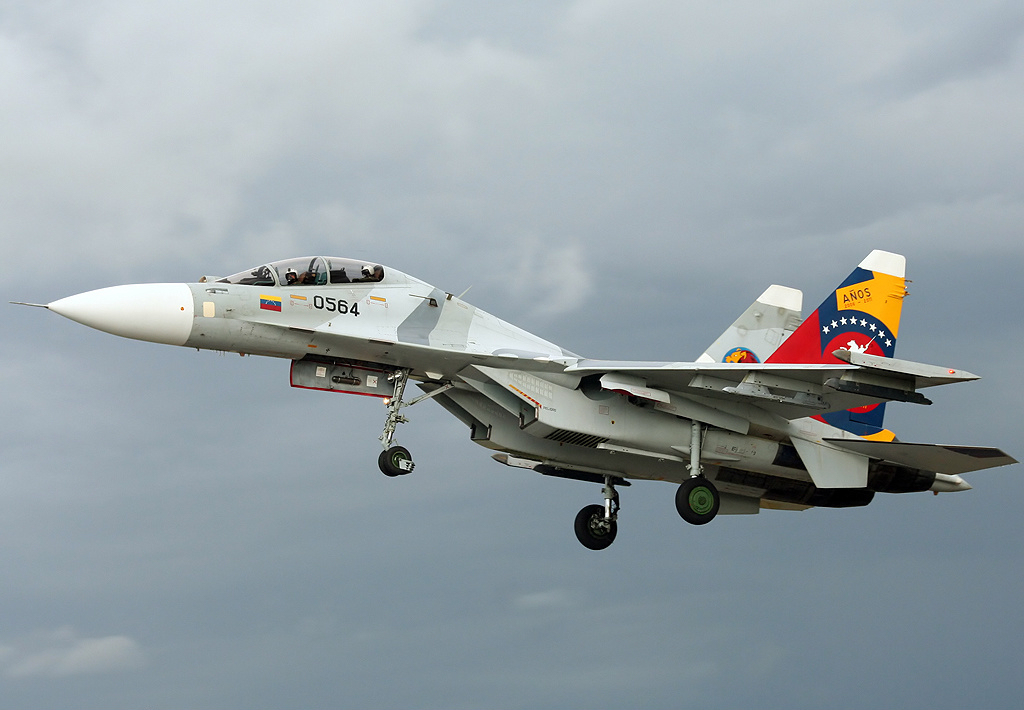
مدل MKV ونزوئلا که برپایهٔ MK2 ساخته شده‌است

### مدل‌های اولیه
Su-30
مدل ارتقا یافته سوخو-۲۷یوبی است که در دهه ۹۰ میلادی برای روسیه ساخته شده بود. امروزه روسیه تنها پنج فروند از این مدل در اختیار دارد که همگی قدیمی هستند.
Su-30K
نسخه صادراتی سوخو-۳۰ در دهه ۹۰ میلادی بود.
Su-30KI
یک به‌روزرسانی بر روی مدل K بود که پیش از سال ۱۹۹۵ به سفارش اندونزی انجام شده بود. سفارش اندونزی برای دریافت ۲۴ فروند مدل KI بخاطر بحران مالی ۱۹۹۷ آسیا لغو شد.
Su-30KN
یک به‌روزرسانی از مدل سوخو-۲۷یوبی بود که پروژه در نهایت لغو شد ولی بعدها با کد M معرفی گشت. چند به‌روزرسانی بر روی این مدل برای کشور بلاروس انجام شده‌است.
Su-30MK
نسخه صادراتی سوخو-۳۰-ام که در دهه ۹۰ به هندوستان فروخته شد.

### سوخو-۳۰ MKI و زیرگروه‌هایش
Su-30MKI
مدل «ام‌کی‌آی» در سال ۲۰۰۲ رسماً معرفی شد. MKI سرواژهٔ عبارت (به روسی: Modernizirovannyi Kommercheskiy Indiski) به معنای «نوین‌شدهٔ صادراتی هندوستان» است که با مشارکت هیندوستان آیروناتیکس و نیروی هوایی هند ساخته شده‌است. MKI نخستین جنگنده از خانوادهٔ سوخو-۳۰ است که با فناوری جهت‌دهی رانش و پیش‌بال ساخته شده‌است. سامانهٔ الکترونیک هوانوردی این مدل به‌صورت چندملیتی با مشارکت روسیه، فرانسه، اسرائیل و هندوستان ساخته شده‌است.
Su-30MKA
یکی از مدل‌های خانواده MKI است که اَویونیک آن به‌دست هندوستان و اسرائیل ساخته شده‌است. این مدل یک محصول صادراتی مخصوص الجزایر است
Su-30MKM
ام‌کی‌ام یک نسخه از مدل روسی-هندی MKI است که برای نخستین بار در سال ۲۰۰۷ میلادی معرفی شده‌است؛ ولی در بخش‌های بسیاری در زمینهٔ اویونیک، با مدل MKI تفاوت دارد. که برای نیروی هوایی مالزی به‌شدت شخصی‌سازی شده‌است. این محصول دارای پیش‌بال و جهت‌دهی رانش (TVC) است و الکترونیک هوانوردی آن چندملیتی می‌باشد. مدل MKM دارای فناوری سامانه هاد(HUD)، جستجو و ردیابی فروسرخ(NAVFLIR) و سامانهٔ هدف‌گیری لیزری(LDP) است که توسط فرانسه ساخته شده‌اند. این مدل دارای سنسور هشدار نزدیک شدن موشک دشمن(MAWS) و سنسور هشدار قفل شدن لیزر دشمن بر روی هواپیما (LWS) است که توسط آفریقای جنوبی ساخته شده‌اند. همچنین دارای رادار پسیو «بارس» با کد N011M، سامانه‌های جنگ الکترونیک(EW)، و سامانهٔ موقعیت‌یابی اُپتیکال(OLS) و کابین شیشه‌ای خلبان است. مدل نیروی هوایی مالزی (MKM) دارای ویژگی‌های بهبودیافته‌ای از مدل MKK نیز هست.
Su-30SM
مدل SM یک مدل ویژه و ترکیبی از مدل‌های MKM و MKI با فناوری جهت‌دهی رانش است که برای نیروی هوایی روسیه ساخته شده. وزارت دفاع روسیه از توانمندی‌های بالای مدل MKI شگفت‌زده شد و دستور داد تا ۳۰ فروند بر پایهٔ این مدل بسازند و برای روسیه شخصی‌سازی کنند که این نسخه با پسوند SM شناخته می‌شود.
SM سرواژهٔ (به انگلیسی: Serial Modernized) به معنای «چندبار نوین‌شده» است و در ناتو با نام فلانکر H شناخته می‌شود و یک هواپیما از نسل ۴+ به حساب می‌آید. به‌روزرسانی‌های مدل SM مربوط به رادار، ارتباط رادیویی (بیسیم)، سامانهٔ شناسایی دوست یا دشمن، جنگ‌افزارها، صندلی پرنده، و دیگر سامانه‌های الکترونیکی است. این هواپیما با یک عدد رادار آرایهٔ فازی Bars با کد N011M مجهز شده که توانایی شناسایی از فاصلهٔ بیشینهٔ ۴۰۰ کیلومتر را دارد. برد جستجوی اهداف در این رادار ۲۰۰ کیلومتر است. این هواپیما در دماغه دارای شبکه‌های افقی و دارای ویژگی ابرچابکی است. همچنین دارای سامانهٔ هاد پهن (با زاویهٔ عریض) است و فناوری آن به‌گونه‌ای است که برای برتری هوایی نیز به‌کار می‌رود. توانایی حمل گستره‌ای از جنگ‌افزارها از جمله بمب‌های هدایت نشدنی و هدایت‌شوندهٔ لیزری تا وزن ۸۰۰۰ کیلوگرم را دارد و همچنین به یک قبضه توپ خودکار ۳۰ میلیمتری GSh-30-1 مجهز است. این مدل توانایی سوخت‌گیری هوایی(IFR) را نیز دارد. همچنین دو عدد ابزار جَمینگ از نوع SAP-518 نیز می‌تواند بر روی دو بال نصب شود. این پاد برای محافظت از هواپیما دربرابر موشکهای هوا به هوا و سطح به هوا کارایی دارد و روش کار آن به این گونه است که اهداف جعلی را بر روی رادار دشمن نمایش می‌دهد، موشک‌های دشمن را با روش جَنگال منحرف می‌کند و کارکرد رادارهای زمینی و دریایی دشمن را مختل می‌سازد. در اوت ۲۰۱۹ نیروی هوایی روسیه اعلام کرد که از این پس سوخو-۳۰ نسخه SM را تنها با موتور ۱۱۷S دریافت خواهد کرد. موتور ۱۱۷S تنها موتوری است که در سوخو-۳۵ به‌کار می‌رود و دوام و اعتمادپذیری بالاتری دارد.
Su-30SME
SME مدل صادراتی SM است که در نمایشگاه سنگاپور در سال ۲۰۱۶ به نمایش گذاشته شد. حرف E بیان‌گر واژهٔ انگلیسی "Export" به معنای «صادرات» است.
Su-30SM2
دومین به‌روزرسانی از مدل SM نیروی هوایی روسیه است که با رادار بادوام و باکیفیت سوخو-۳۵اس (ایربیس N035) و موتور نیرومند سوخو-۳۵-اس (AL-41F1S) مجهز شد. این کار به این منظور انجام شد تا با ترکیب سوخو-۳۰ و سوخو-۳۵ هزینه‌های عملیات و تأمین قطعات کاهش پیدا کنند؛ زیرا موتور AL-41F1S دوام و کیفیت بهتری دارد و از سال ۲۰۲۰ به بعد، در هر دو هواپیمای سوخو-۳۰ و سوخو-۳۵ به‌طور مشترک به‌کار خواهد رفت. این مدل، از جنگ‌افزارهای جدید و متفاوتی نیز بهره می‌برد. از جمله بمب هدایت لیزری KAB-250 و موشک کروز پنهان‌کار Kh-59MK2. روسیه برنامه‌ریزی کرده تا همهٔ هواپیماهای SM خود را به SM2 به‌روزرسانی کند. نخستین تحویل آن به نیروی هوایی روسیه برای اواخر سال ۲۰۲۰ برنامه‌ریزی شده‌است. گرچه تحویل بخش بزرگی از این ناوگان به نیروی هوایی روسیه، در سال ۲۰۲۱ انجام خواهد شد. این به‌روزرسانی به‌همراه رادار آرایهٔ فازی و مهمات جدید خواهد بود و در سال ۲۰۲۱ به نیروی هوایی روسیه تحویل داده خواهد شد.

### سوخو-30 MKK و زیرگروه‌هایش

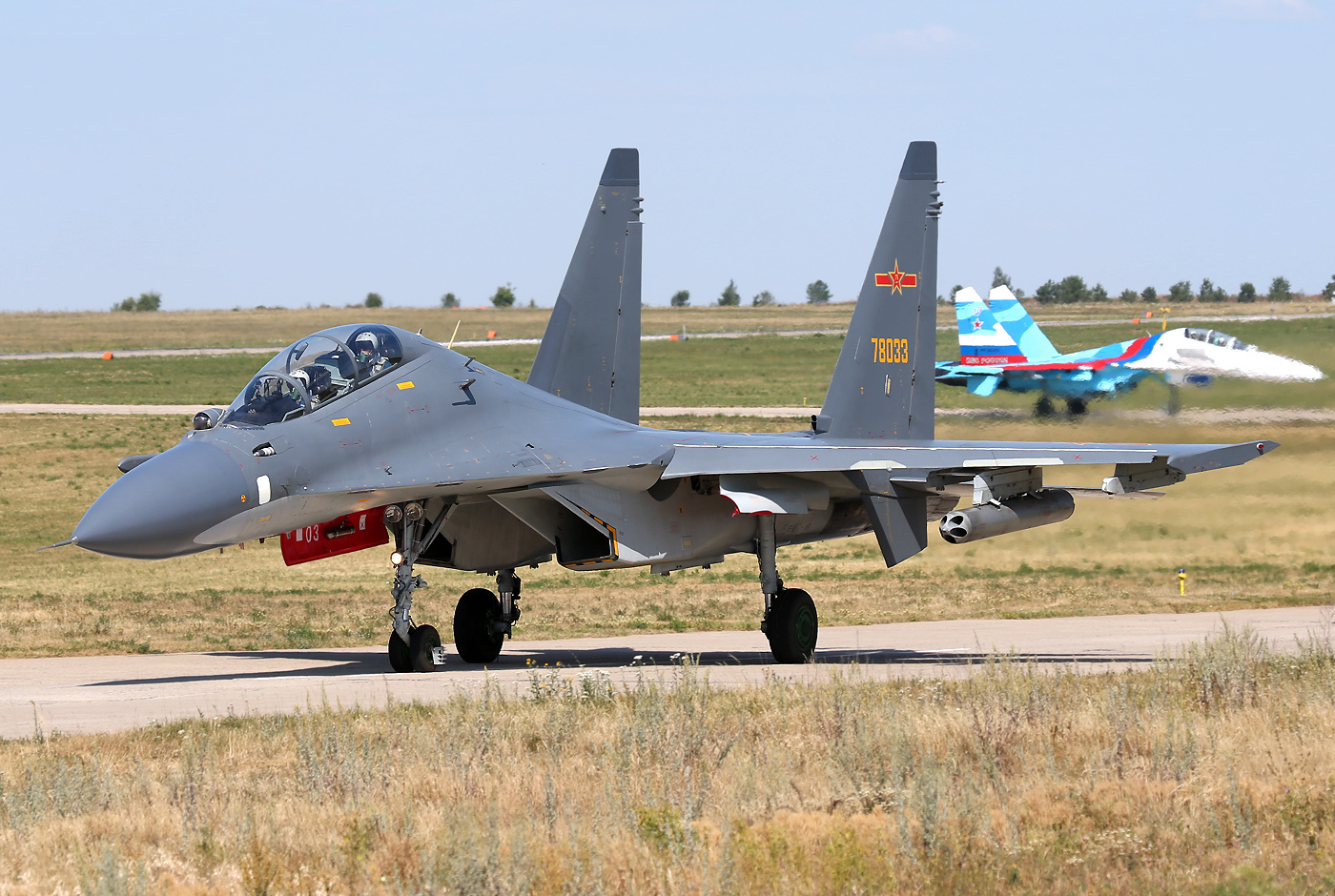
مدل MKK نیروی هوایی روسیه

Su-30MKK
ام‌کی‌کی نسخهٔ صادراتی مخصوص چین است که در سال ۲۰۰۰ معرفی شده‌است. MKK سرواژهٔ عبارت (به روسی: Modernizirovanniy Kommercheskiy Kitayskiy) به معنای «نوین‌شدهٔ صادراتی چین» است. ناتو این مدل را فلانکر G نام‌گذاری کرده‌است. در مدل ام‌کی‌کی یک باک سوخت در محدودهٔ سکان اضافه شده‌است که دارای گنجایش ۲۸۰ لیتر سوخت است؛ بنابراین برخلاف مدل‌های دیگر سوخو-۳۰ که چهار باک دارند، مدل ام‌کی‌کی دارای پنج باک است. این پنج باک در بخش جلو، میانه، پشت، بال‌ها و سکان هواپیما جای دارند که گنجایش آنها در مجموع ۱۰٬۱۸۵ لیتر است. مدل ام‌کی‌کی به‌هنگام سوخت‌گیری هوایی به ازای هر یک دقیقه، ۲۳۰۰ لیتر سوخت می‌زند. ارتفاع سوخت‌گیری بین ۲ تا ۶ کیلومتر از سطح زمین و سرعت مجاز بین ۴۵۰ تا ۵۵۰ کیلومتر در ساعت است. ام‌کی‌کی توانایی سوخت‌گیری در شب را نیز دارد. این مدل از موتور AL-31F بهره می‌برد که میانگین زمان بین خرابی نامطلوبی نسبت به موتورهای غربی دارد. هردو نیروی هوایی چین و نیروی هوایی هند از مشکلات این موتور گلایه دارند. ساخت اویونیک مدل ام‌کی‌کی با مشارکت ۱۲ شرکت اوکراینی انجام شده‌است.
Su-30MK2
مدل MK2 یک نسخهٔ جدید و نوین‌شده بر پایهٔ MKK است که برای نیروی هوایی چین، اندونزی و اوگاندا ساخته شده‌است که با الکترونیک هوانوردی پیشرفته و جنگ‌افزارهای نوین مجهز شده‌است.
Su-30MK2V
نسخه‌ای از MK2 است که با اندکی تفاوت نسبت به مدل اصلی، مخصوص ویتنام ساخته شده‌است.
Su-30MKV
نسخهٔ صادراتی از MK2 است که به‌طور اختصاصی برای ونزوئلا ساخته شده‌است.
Su-30M2
یک نسخه ساخت شرکت KnAAZ است که بر مبنای MK2 ساخته شده‌است. نیروی هوایی روسیه برای اولین بار در سال ۲۰۰۹ سفارش این محصول را به KnAAZ داده‌است. آزمایش‌های اصلی درون‌شرکتی در سال ۲۰۱۰ به پایان رسیدند. در مجموع تنها ۲۰ فروند سفارش داده شده‌است. این هواپیماها برای تمرین علیه هواپیماهای سوخو-۲۷ به‌کار می‌روند و نیروی هوایی روسیه با آنها تمرین می‌کند.
Su-30MK3
یک نسخهٔ پیشنهادی با رادار Phazotron Zhuk-MSF است. این رادار ۳۰۵ کیلوگرمی، ۱۸۰ کیلومتر برد دارد.

## کاربران
الجزایر

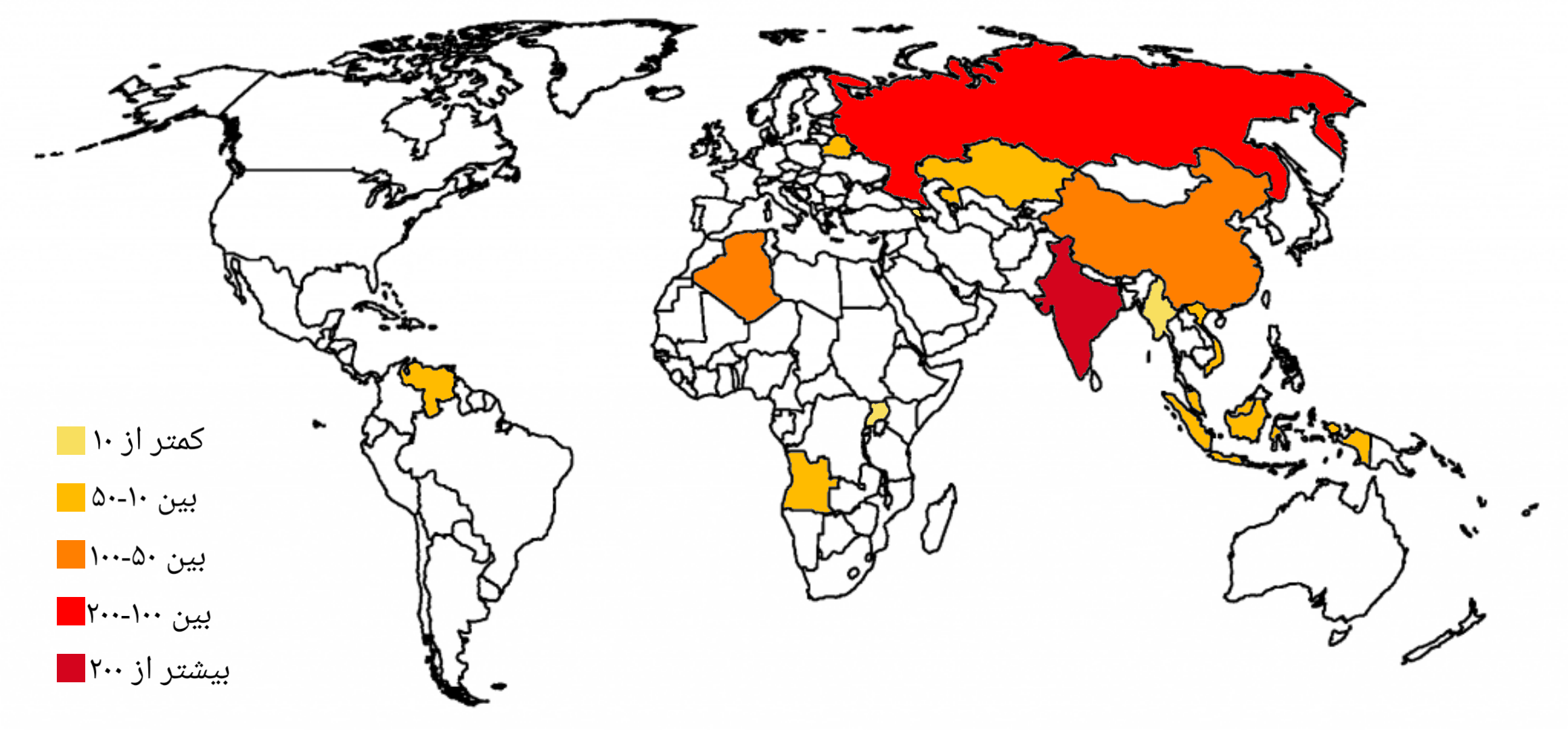
نقشه کشورهای استفاده‌کننده از جنگنده سوخو-۳۰ با توجه به تعداد فروند

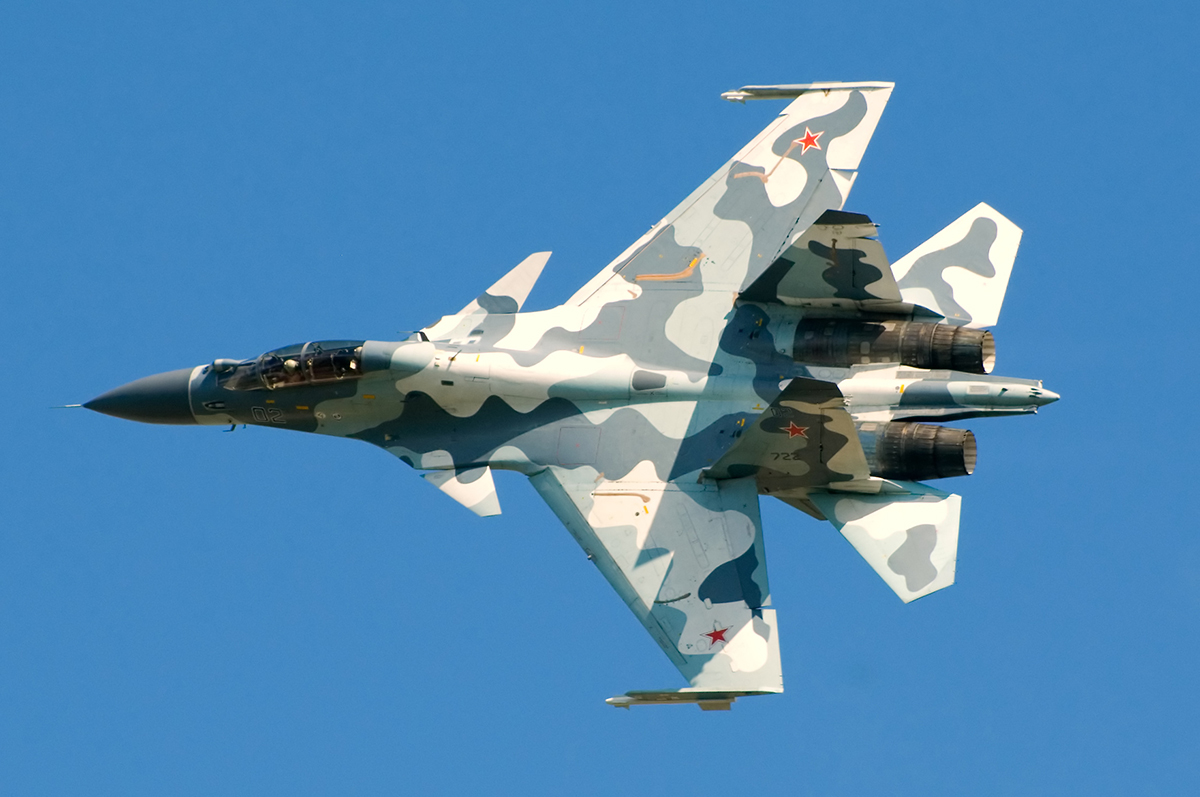
Su-30SM روسیه. این مدل دارای پیش‌بال است.

- نیروی هوایی الجزایر شمار ۵۸ فروند سوخو-۳۰ مدل MKA در اختیار دارد؛[۵۴] و ۱۶ فروند نیز سفارش داده‌است.[۵۵]

 آنگولا
- نیروی هوایی ملی آنگولا ۱۲ فروند سوخو-۳۰K در ناوگان خود دارد.[۵۶] در سال ۲۰۱۹ همه مدل‌ها به مدل SM ارتقاء پیدا کردند.[۵۷]

 ارمنستان
- نیروی هوایی ارمنستان ۴ فروند مدل SM دارد.[۵۸]

 بلاروس
- نیروی هوایی بلاروس ۴ فروند سوخو-۳۰-اس‌ام دارد و ۱۲ فروند دیگر نیز سفارش داده‌است.

 چین
- نیروی هوایی چین ۷۳ فروند مدل MKK[۵۹] و نیروی دریایی چین، ۲۴ فروند مدل MK2 دارد.[۶۰]

 هند
- نیروی هوایی هند تاکنون ۲۷۲ فروند سوخو-۳۰ MKI خریداری کرده که ۲۶۱ فروند از آن تا سال ۲۰۲۰ در ناوگان هستند. این جنگنده مدل مخصوص نیروی هوایی هند است.[۶۱] و ۱۲ فروند دیگر نیز سفارش داده‌است.[۶۲] نمونه‌های اولیه در روسیه ساخته شده و نمونه‌های جدیدتر در هندوستان تولید می‌شوند.

 اندونزی
- نیروی هوایی اندونزی ۱۱ فروند MK و MK2[۶۳]

 مالزی

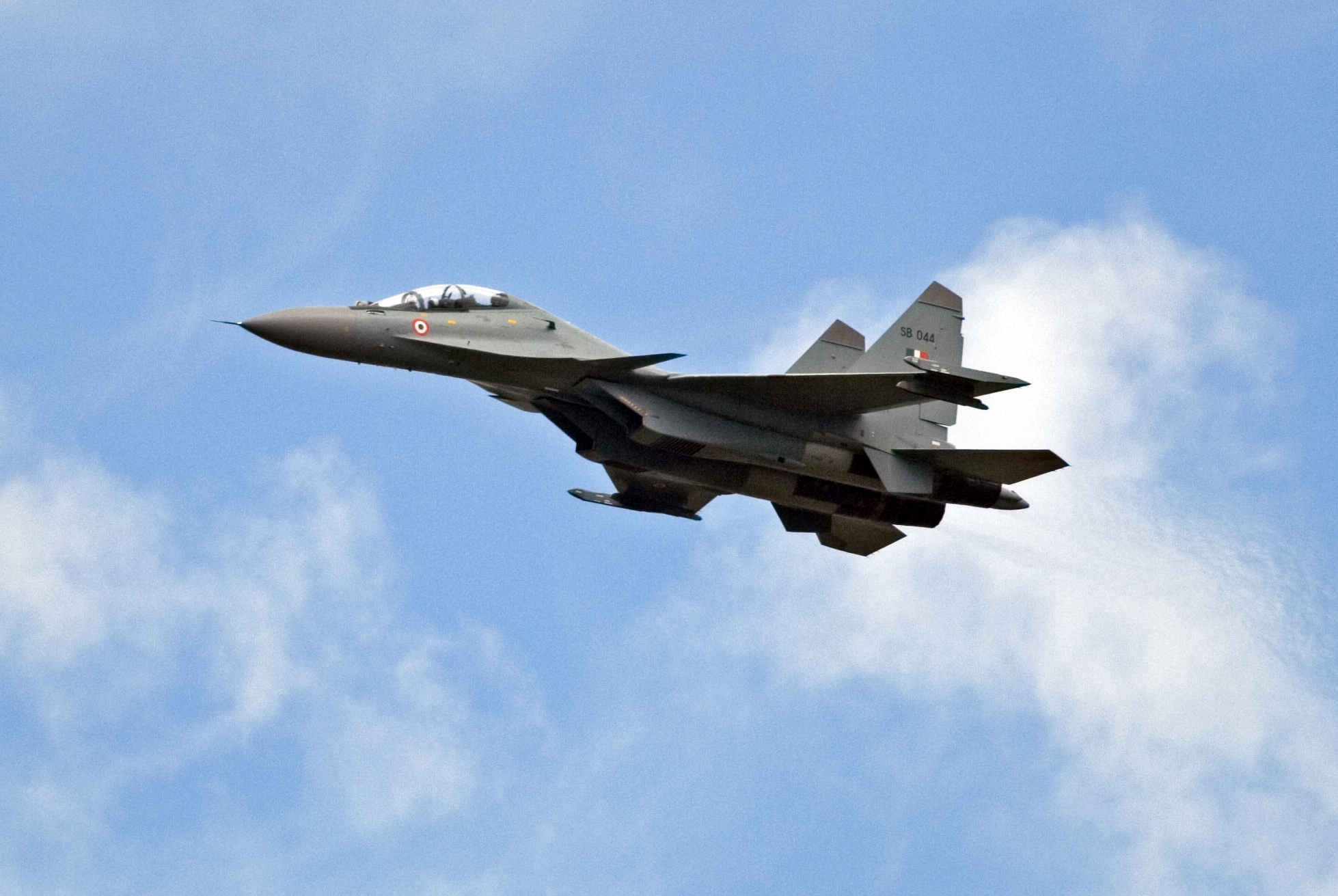
Su-30MKI - نیروی هوایی هند

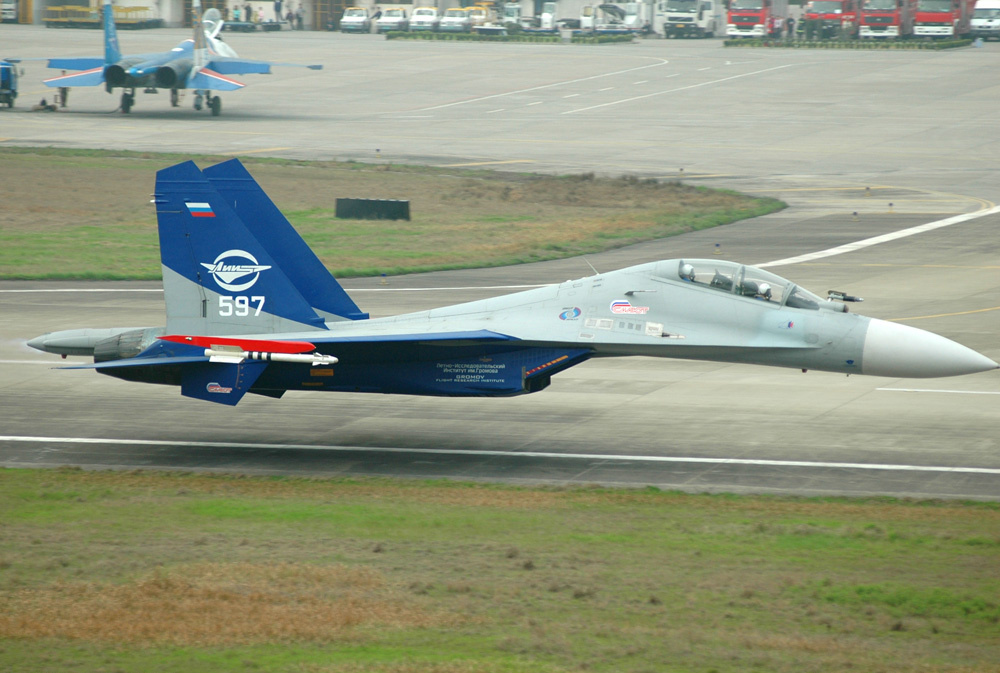
سوخو-۳۰ نیروی هوایی روسیه در پرواز «گذر پایین» (لو پَس) به ارتفاع دو متر از سطح زمین.

- نیروی هوایی سلطنتی مالزی ۱۸ فروند MKM دارد.[۵۴]

 اوگاندا
- نیروی هوایی اوگاندا ۶ فروند MK2

 ونزوئلا
- نیروی هوایی ونزوئلا ۲۲ فروند از مدل MKV دارد.[۶۵]

 روسیه
- نیروی هوایی روسیه ۲۰ فروند از مدل M2[۶۶] و ۹۲ فروند از مدل SM در اختیار دارد[۶۷]
- نیروی دریایی روسیه ۲۲ فروند مدل SM در اختیار دارد و ۲۴ فروند نیز سفارش داده‌است.[۶۷] همچنین ۵۰ فروند دیگر نیز در برنامه دارد.[۶۸] در سال ۲۰۲۰ روسیه قرارداد جدیدی برای خرید ۲۱ فروند مدل SM2 را با شرکت سوخو بسته‌است.[۶۹][۷۰][۷۱]

 قزاقستان
- نیروی هوایی قزاقستان ۱۲ فروند از مدل SM در ناوگان دارد و ۲۴ فروند دیگر نیز سفارش داده‌است.[۷۲]

 ویتنام
- نیروی هوایی خلق ویتنام تا سال ۲۰۱۹، ۳۵ فروند MK2 در ناوگان دارد.[۷۳]

 ارمنستان

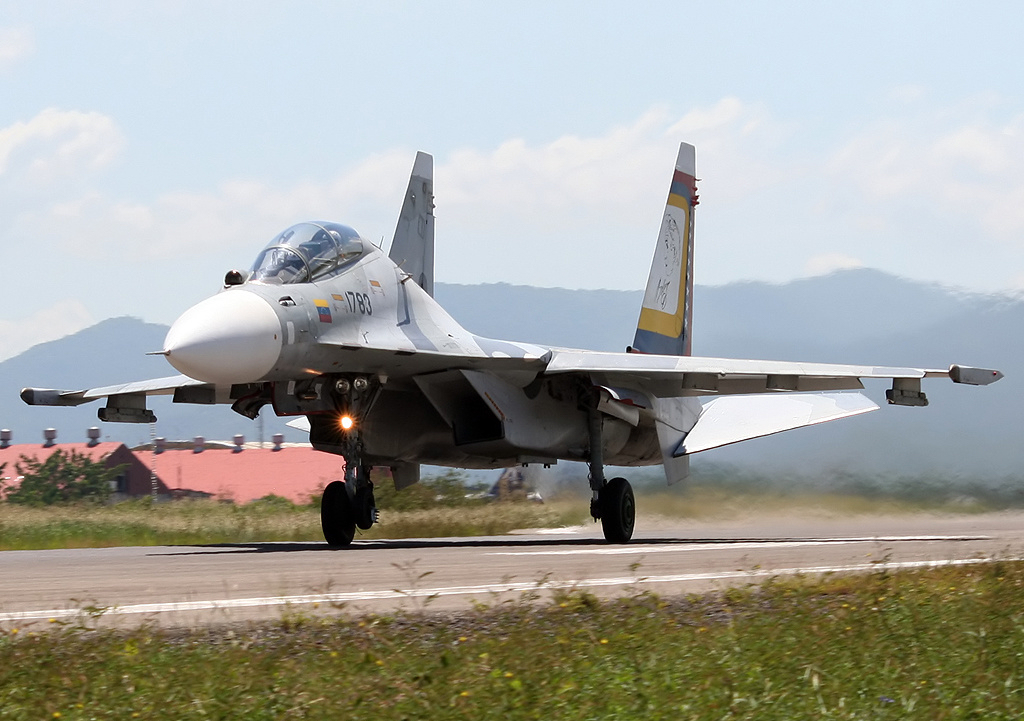
ام‌کا۲ ونزوئلا

- ارمنستان ۴ فروند مدل اس‌ام سفارش داده‌است.[۷۴]

 بلاروس
- بلاروس ۴ فروند سوخو-۳۰-اس‌ام دارد و ۱۲ فروند نیز سفارش داده‌است.[۷۵]

 میانمار
- نیروی هوایی میانمار ۶ فروند از مدل SME در سال ۲۰۱۸ سفارش داده‌است.[۷۶]

## حوادث
- در نیروی هوایی هندوستان در مجموع هفت فروند سوخو-۳۰-MKI سقوط کردند که از مجموع ۱۴ خلبان، ۴ خلبان جان باخته‌اند.[۷۷]
- در سال ۱۹۹۹ یک فروند سوخو-۳۰-MK در نمایشگاه هوایی پاریس سقوط کرد که هردو خلبان توانستند ایجکت کنند و بدون آسیب دیدگی به زمین برسند. از این رویداد فیلمبرداری نیز شده‌است.[۷۸]
- در سال ۲۰۱۵ یک سوخو-۳۰-MK2 نیروی هوایی ونزوئلا حین تعقیب بک هواپیمای قاچاق مواد مخدر بود، در جنوب ونزوئلا سقوط کرد که در این حادثه هردو خلبان جان باختند.
- در سال ۲۰۱۸ یک فروند سوخو-۳۰-SM در شهر جبله در سوریه سقوط کرد که هردو خلبان جان باختند.

## مشخصات
منبع اطلاعات KnAAPO, Sukhoi, Gordon and Davison, deagel.com, airforce-technology.com
مشخصات عمومی
- خدمه: ۲
- طول: ۲۱٫۹۳۵ متر (۷۳ فوت)
- پهنای بال: ۱۴٫۷ متر (۴۸ ft 3 in)
- ارتفاع: ۶٫۳۶ متر (۲۰ ft 10 in)
- بال: مساحت ۶۲ متر مربع (۶۶۷ متر مربع)
- وزن خالی: ۱۷٬۷۰۰ کیلوگرم (۳۹٬۰۲۱ lb)
- وزن بارگیری: ۲۴٬۹۰۰ کیلوگرم (۵۴٬۹۰۰ lb)
- بیشینه وزن برخاست: ۳۴٬۵۰۰ کیلوگرم (۷۶٬۰۶۰ پوند)
- پیشرانه: ۲× توربوفن ساترن ای‌ال-۳۱
  - نیرو ی خشک: ۷۴٫۵ کیلونیوتن (۱۶٬۷۵۰ lbf) هرکدام
  - نیرو با پس سوز ۱۲۲٫۵۸ kN (۲۷٬۵۶۰ lbf) هرکدام
- ظرفیت سوخت: ۹٬۴۰۰ کیلوگرم (۲۰٬۷۲۴ پوند) باک داخلی[۸۴]

 عملکرد 
- سرعت بیشینه: ماخ ۲٫۰ (۲٬۱۲۰ کیلومتر در ساعت، ۱٬۳۲۰ مایل در ساعت) در ارتفاع
- برد: ۳٬۰۰۰ کیلومتر (۱٬۸۶۰ مایل؛ ۱٬۶۲۰ ناتیکال مایل) در ارتفاع
- سقف پروازی: ۱۷٬۳۰۰ متر (۵۶٬۸۰۰ فوت)
- نرخ اوج‌گیری: ۲۳۰ متر بر ثانیه (۴۵٬۲۷۵ فوت بر دقیقه)
- بارگیری بال: ** با ۵۶٪ سوخت: ۴۰ کیلوگرم بر متر مربع (۸۲٫۳ پوند بر فوت مربع)
  - با سوخت داخلی: ۴۶۸٫۹۳ کیلوگرم بر متر مربع ()
- نسبت نیرو به وزن: ** با سوخت کامل: ۰٫۸۶
  - با ۵۶٪ سوخت: ۱
- بیشینهg-load: +9 g

## نگارخانه

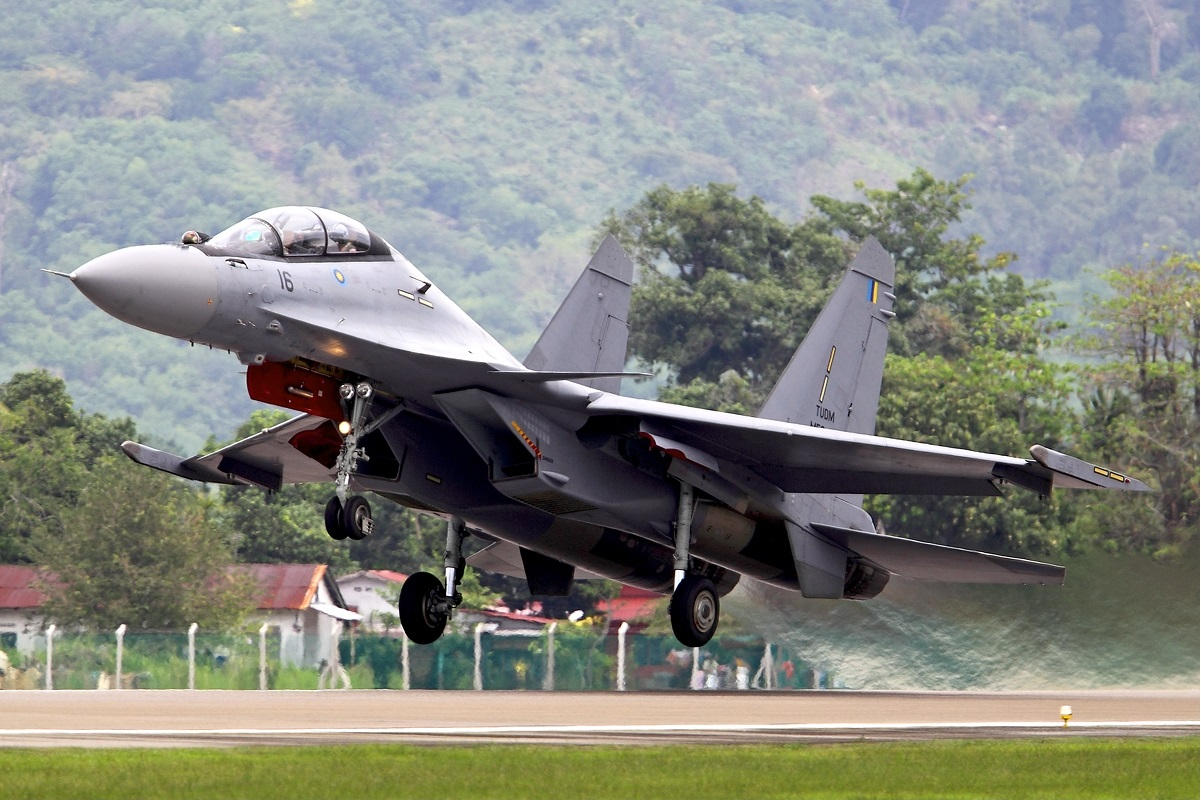
سوخو-۳۰ MKM نیروی هوایی شاهنشاهی مالزی
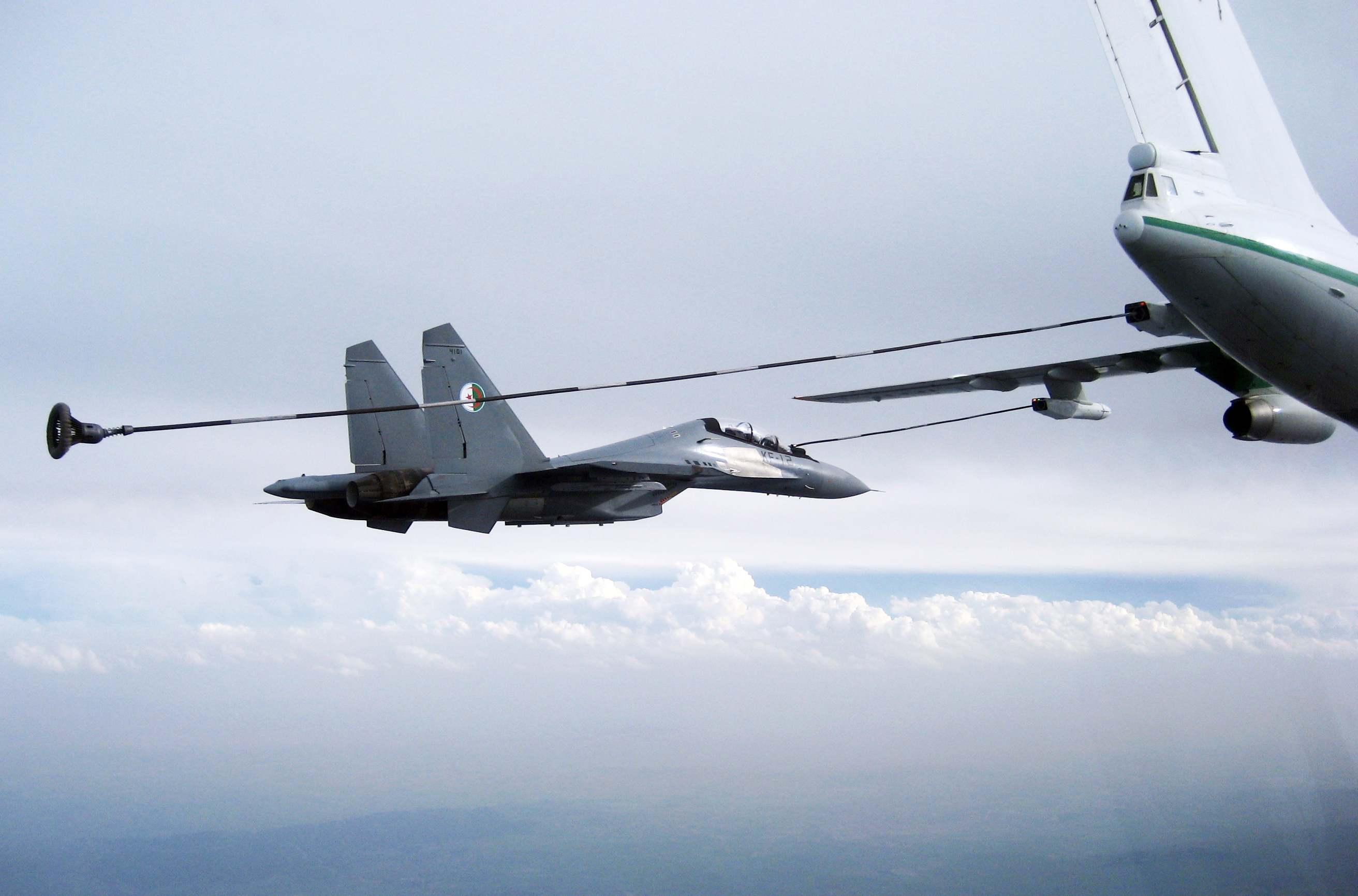
سوختگیری هوایی سوخو-۳۰ MKA
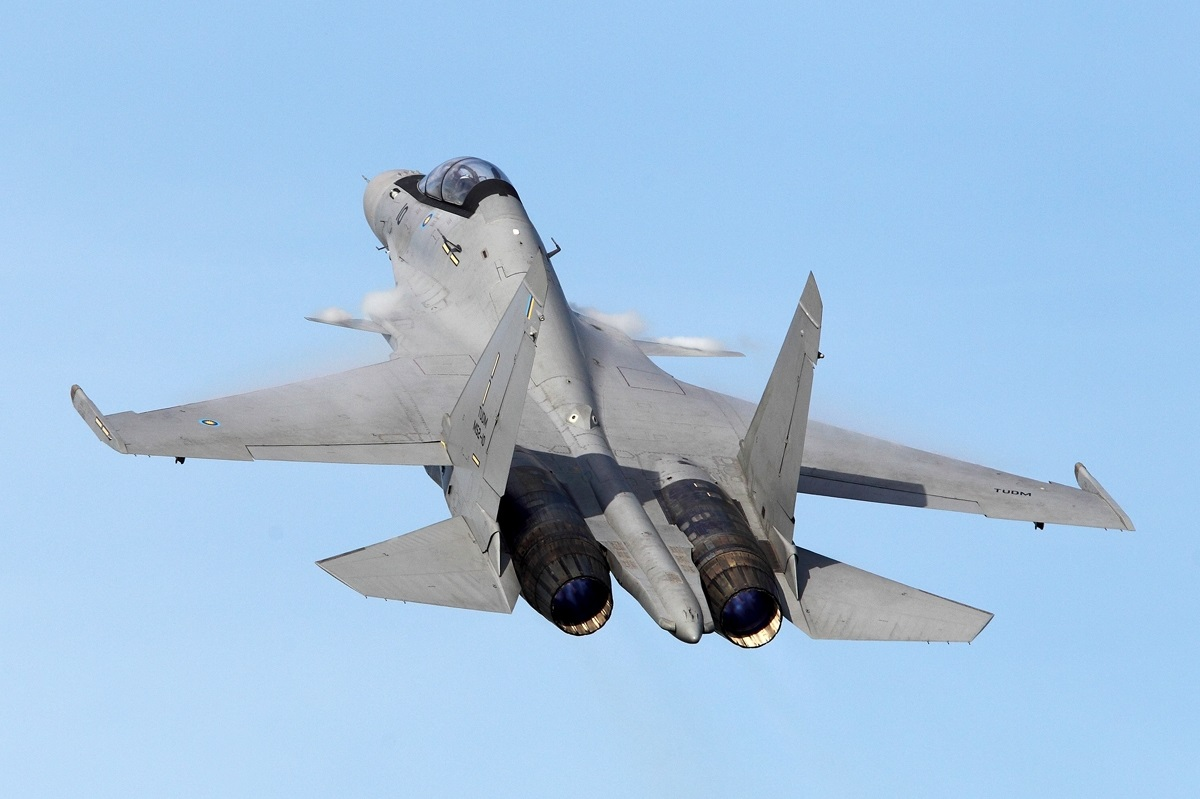
مدل MKM
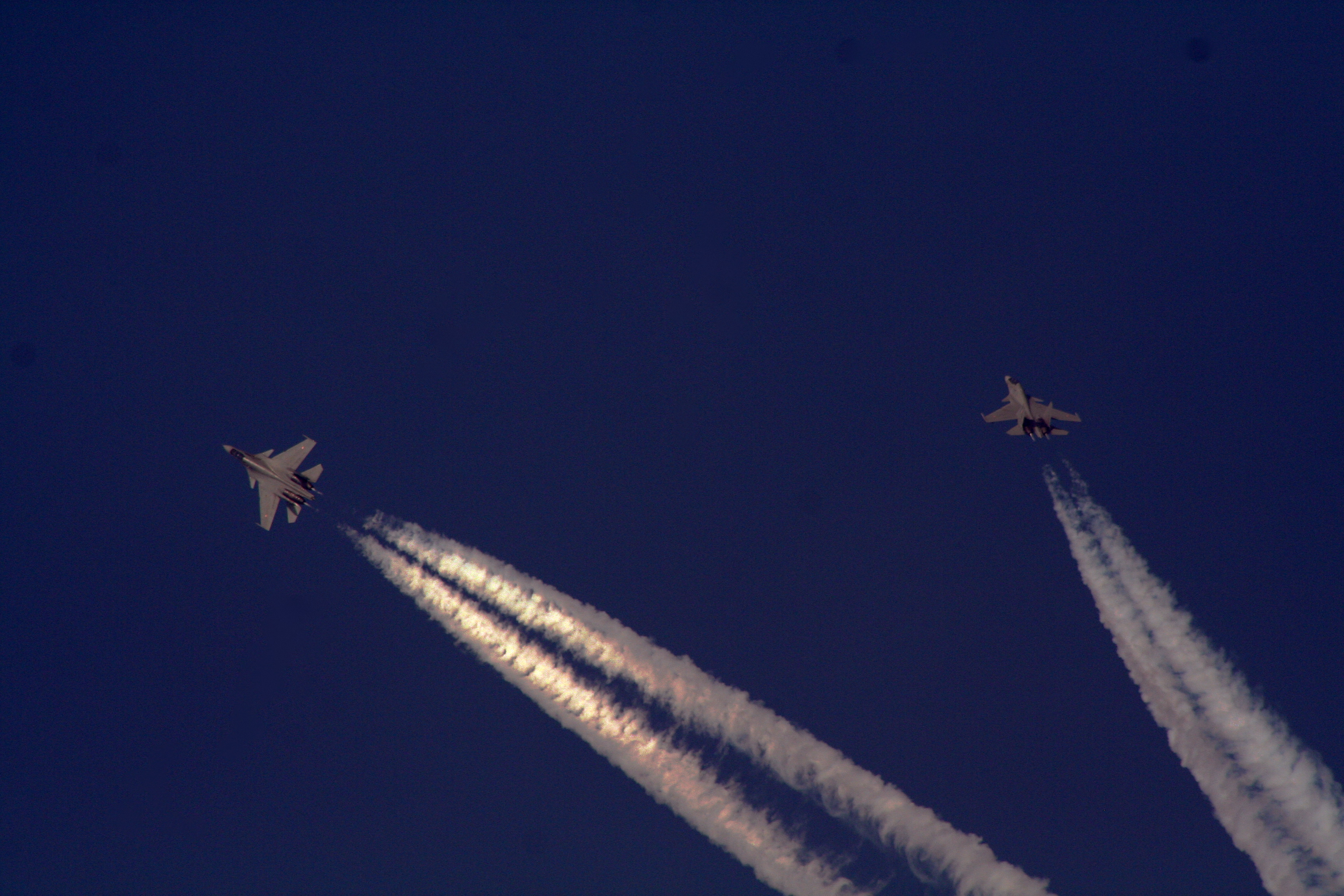
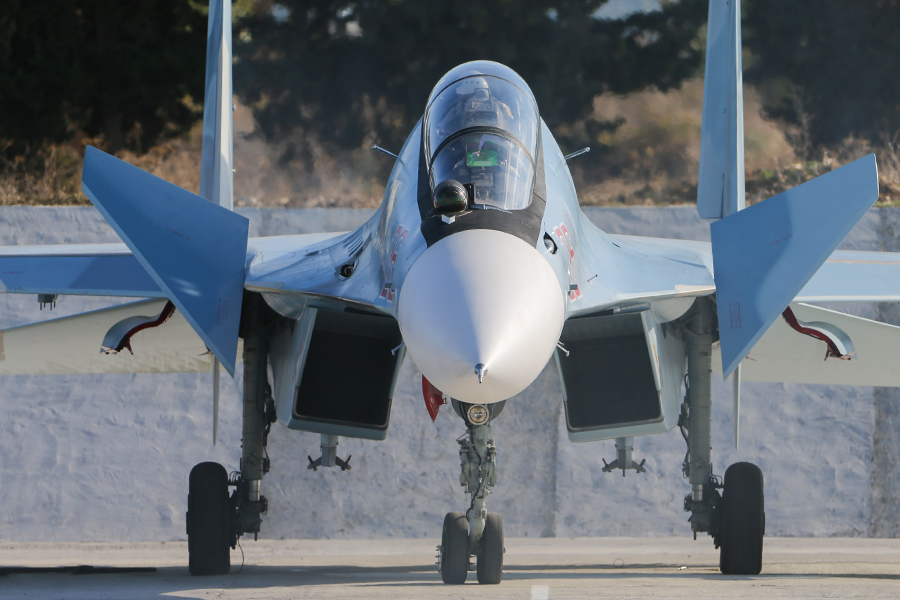
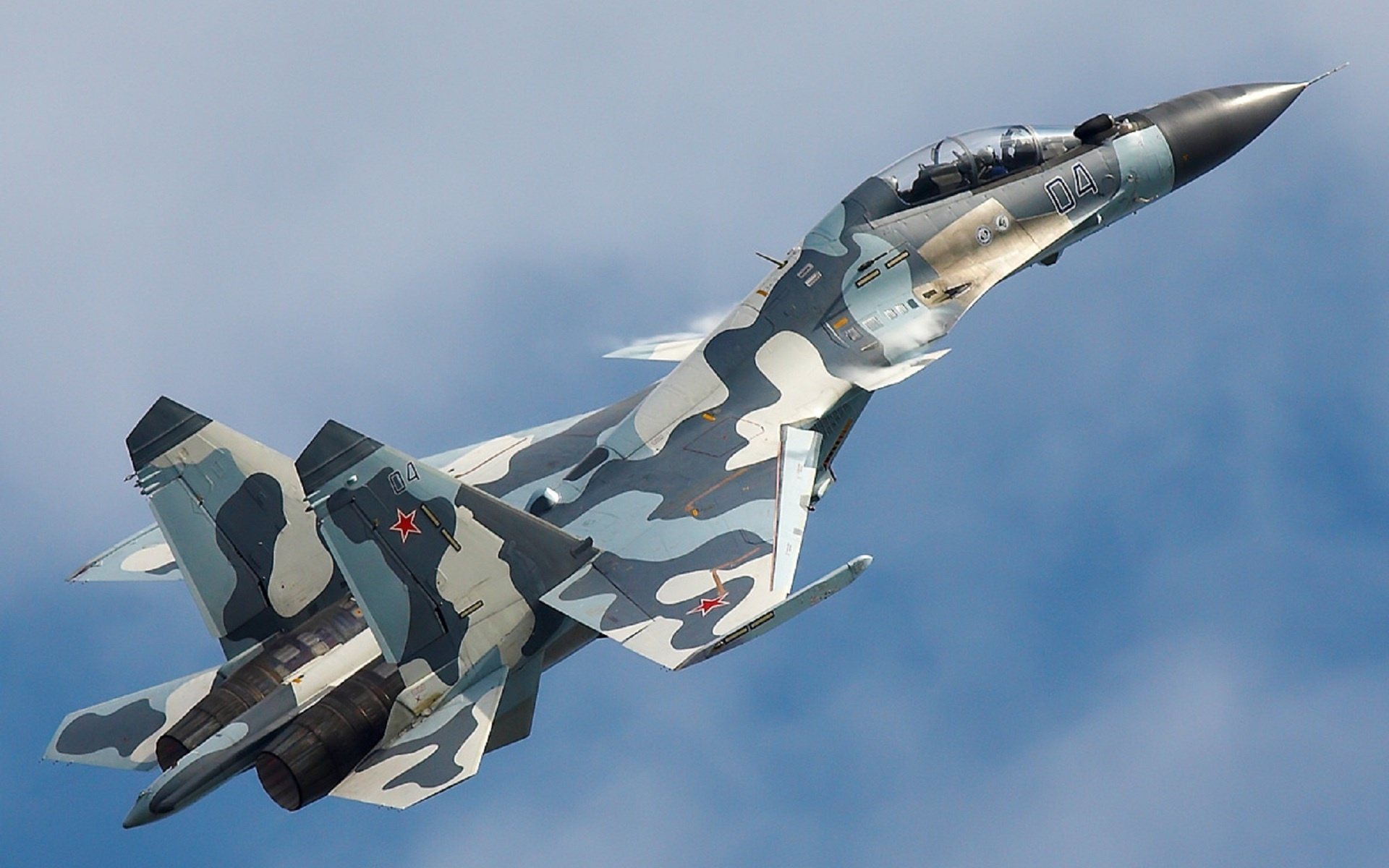
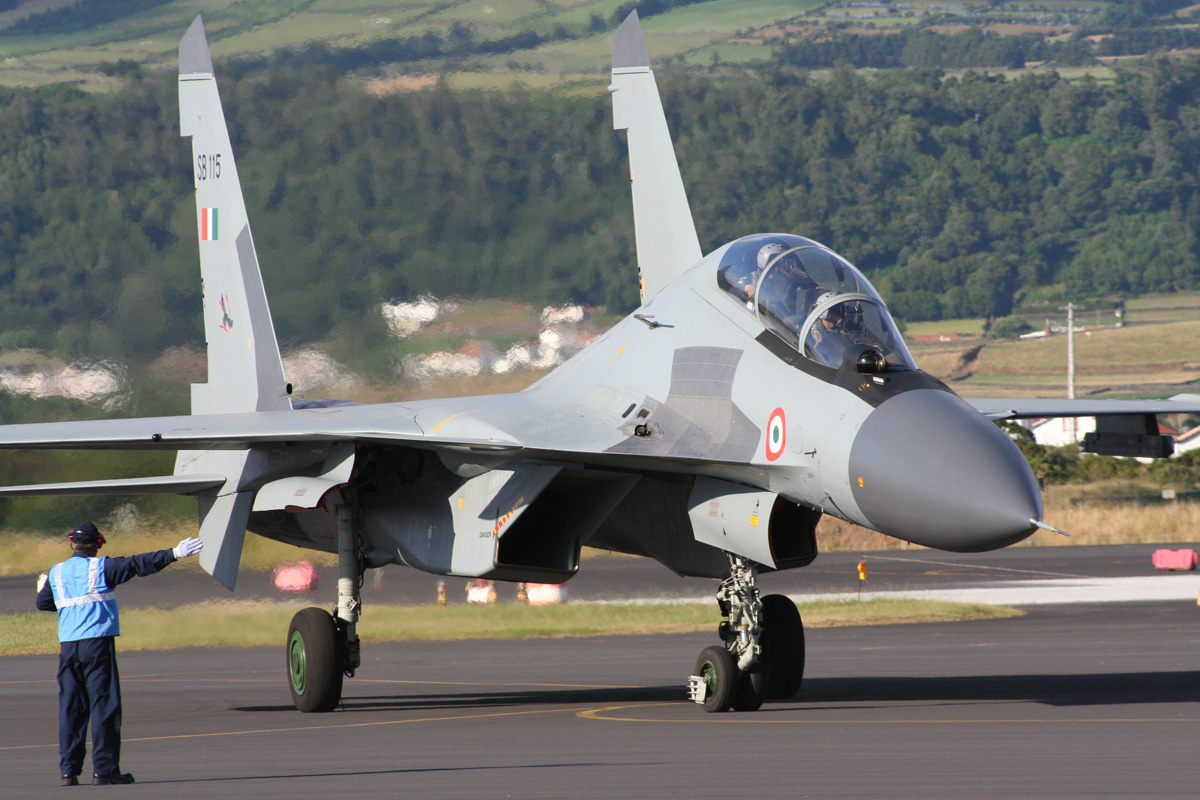
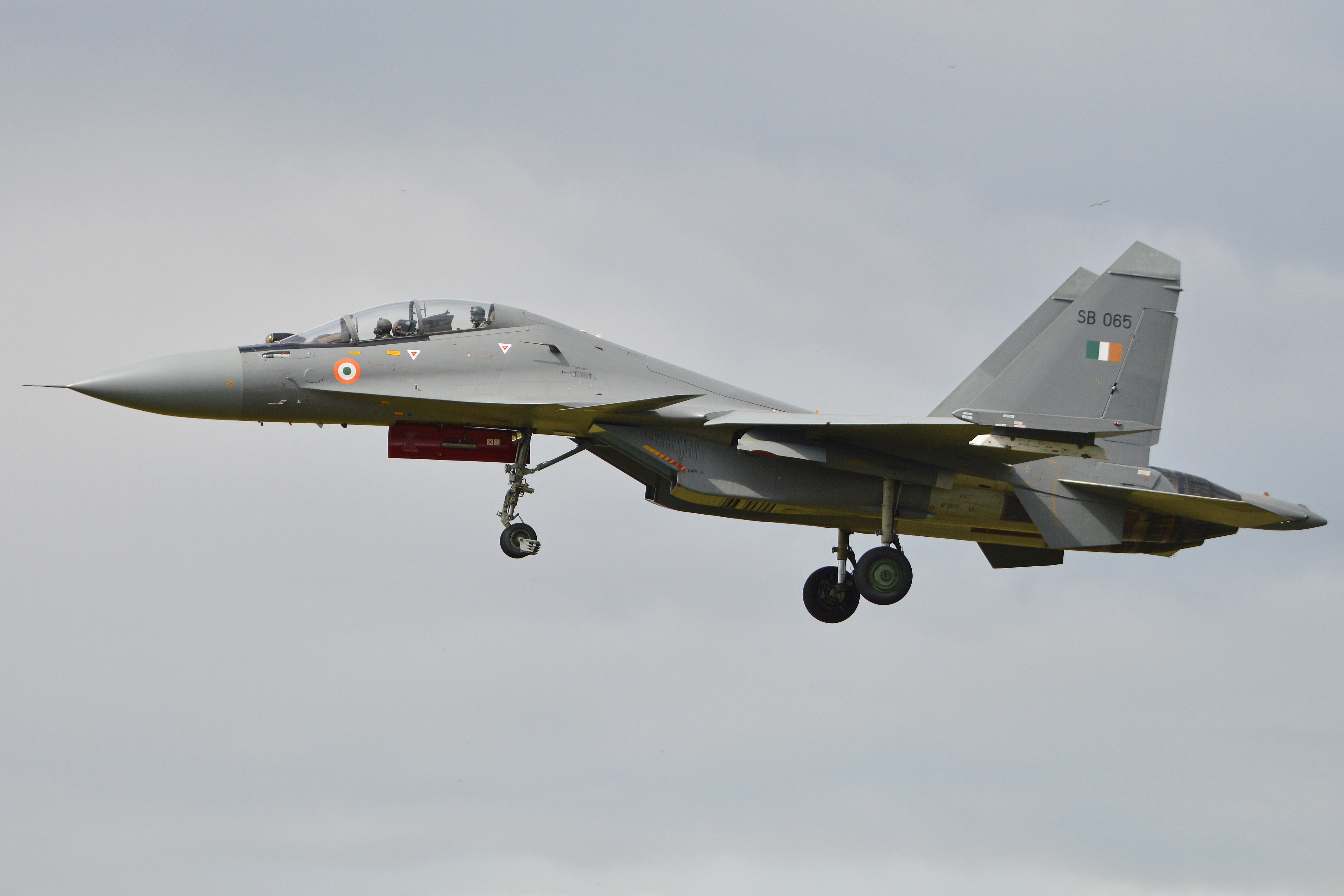
سوخو-30 MKI نیروی هوایی هند
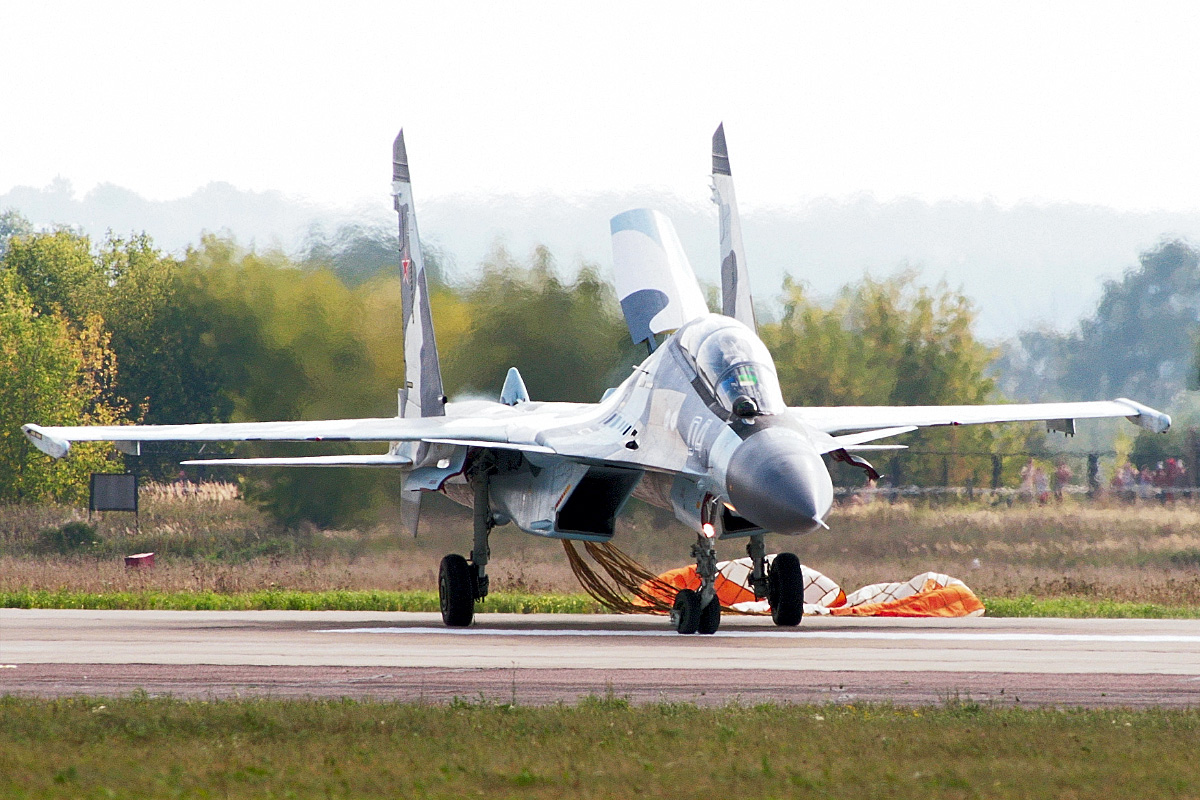
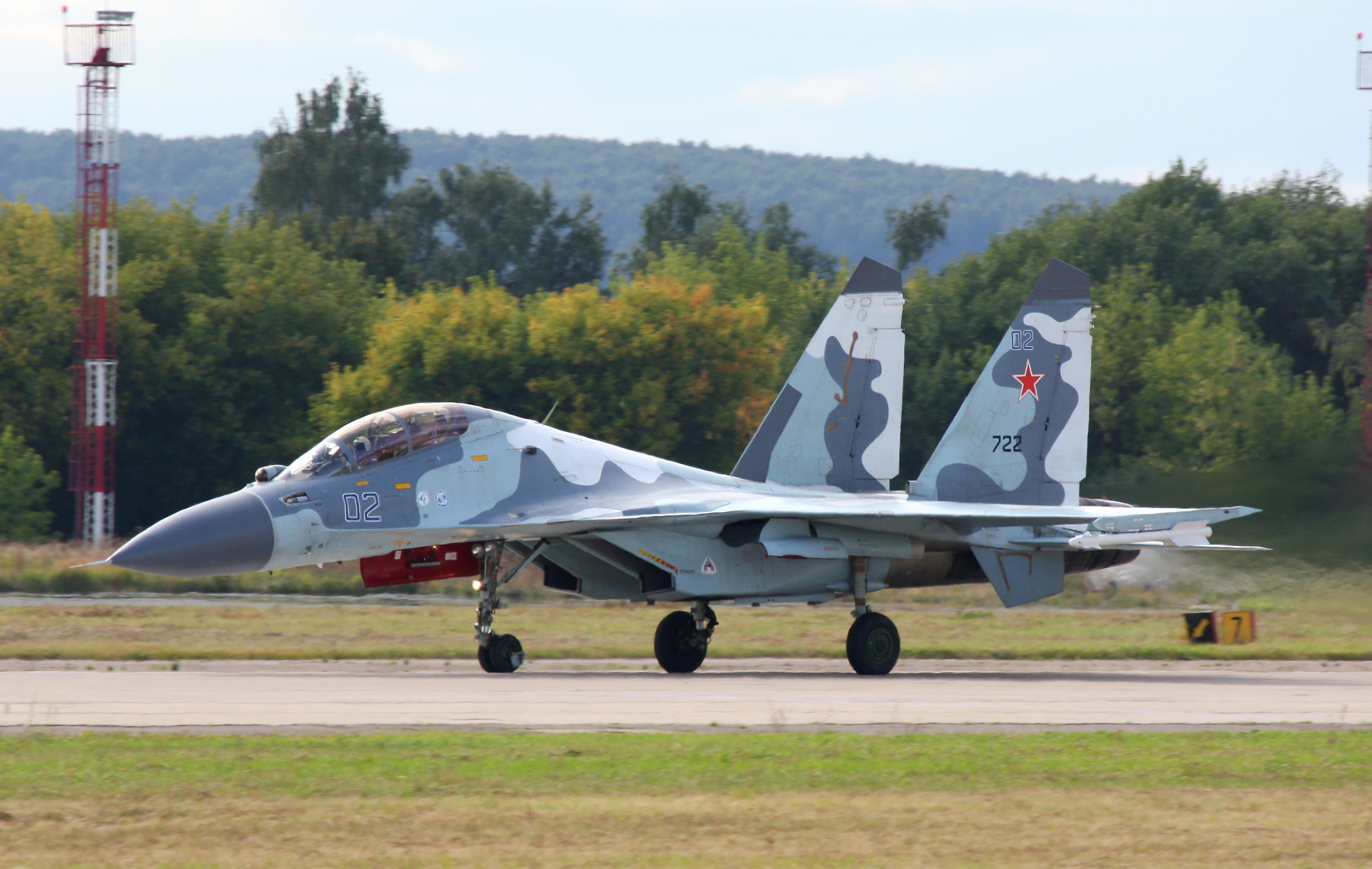
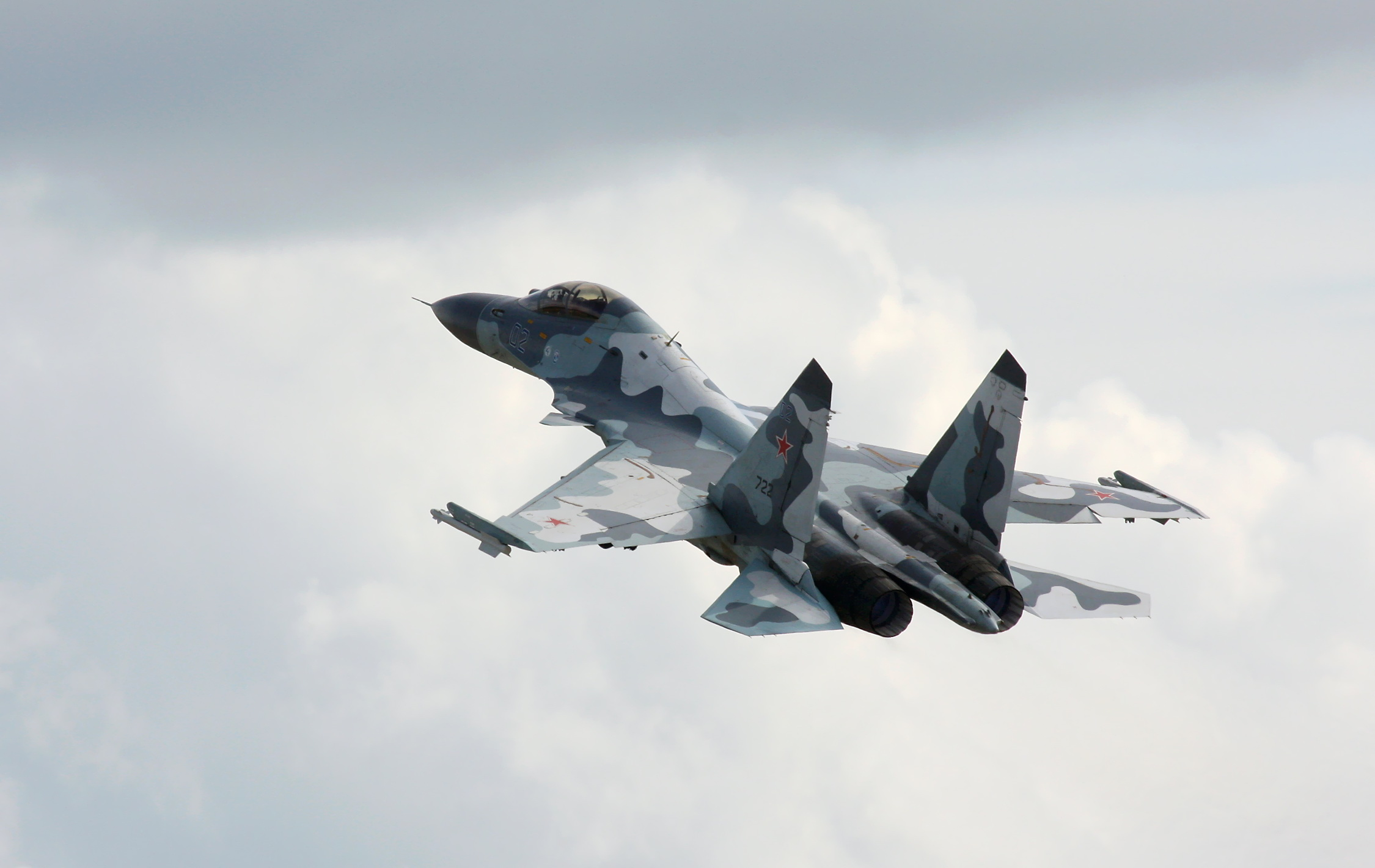
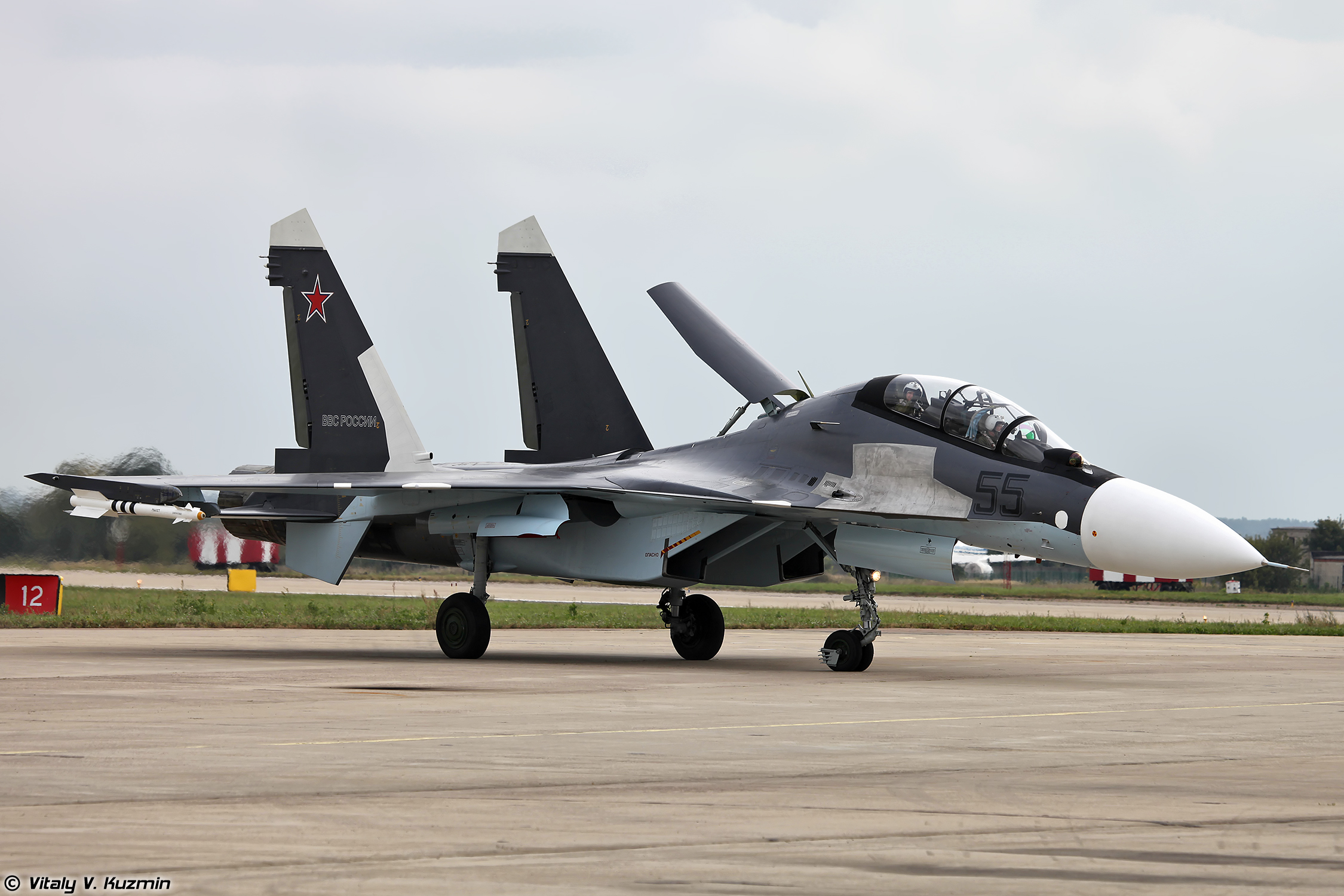
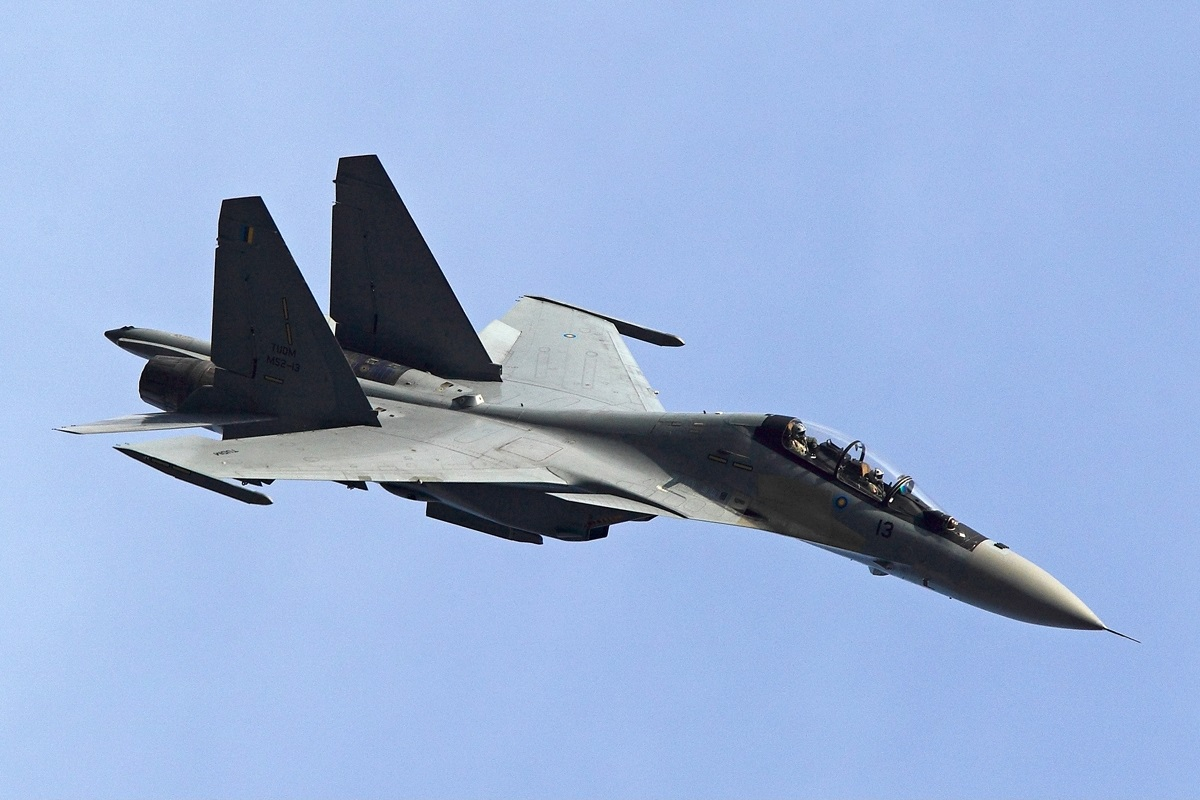
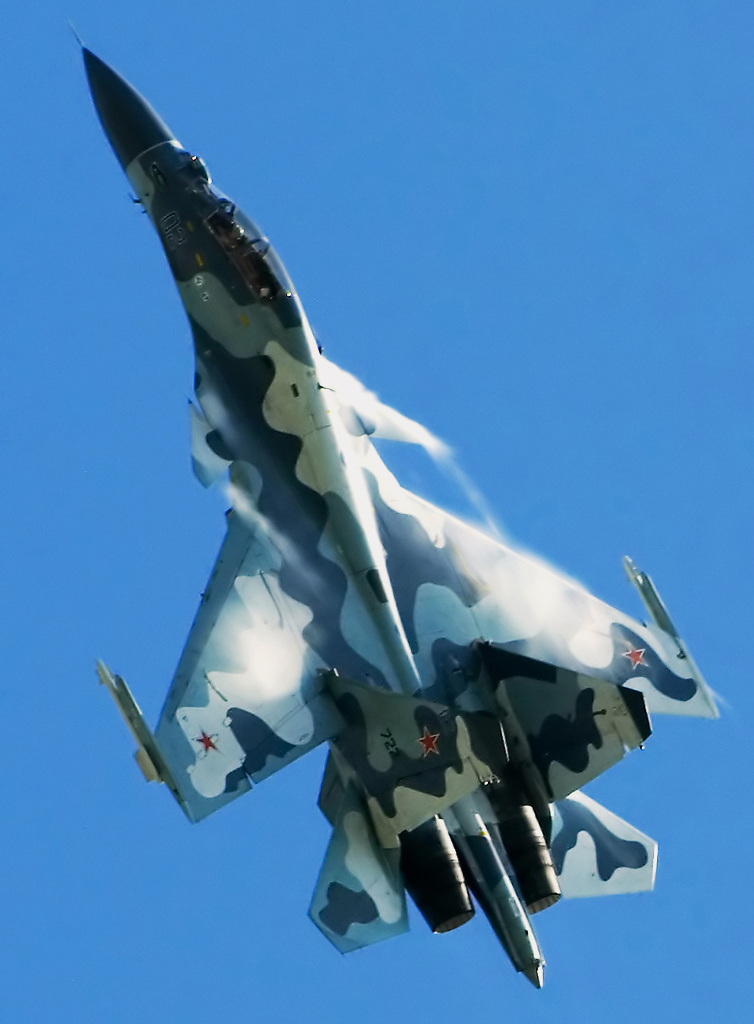
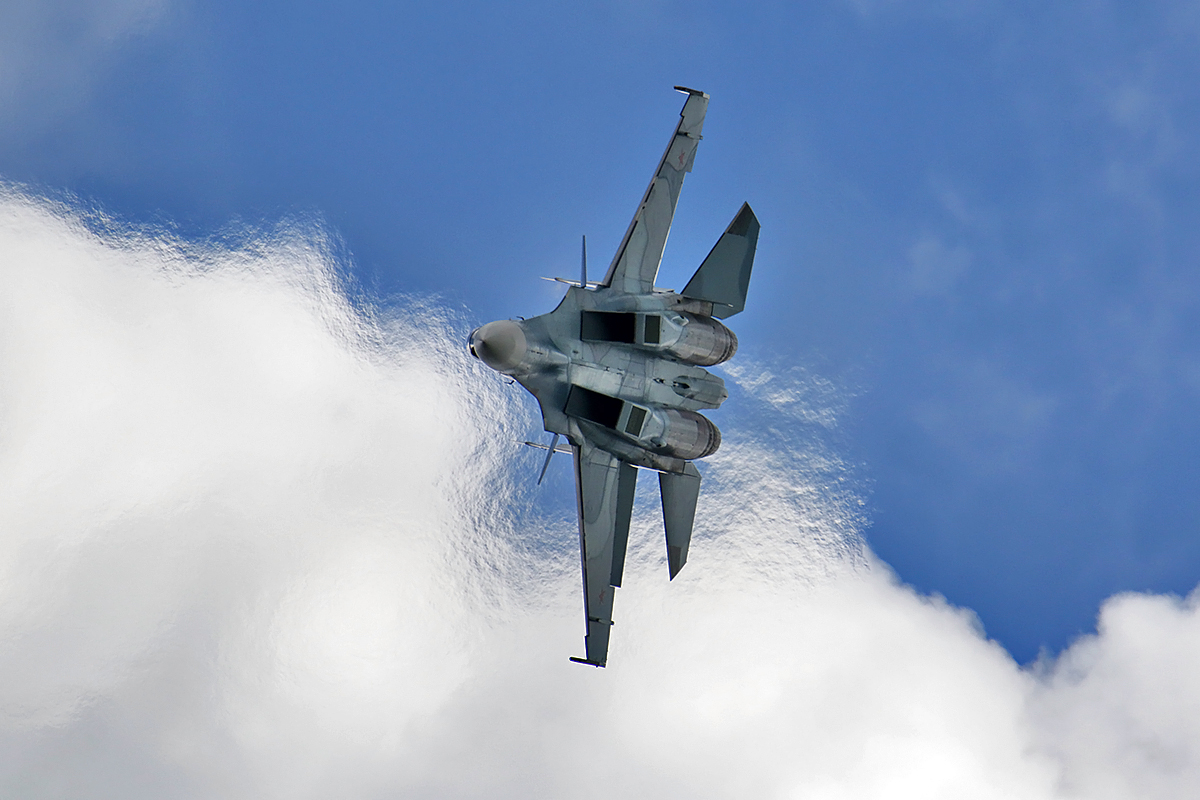
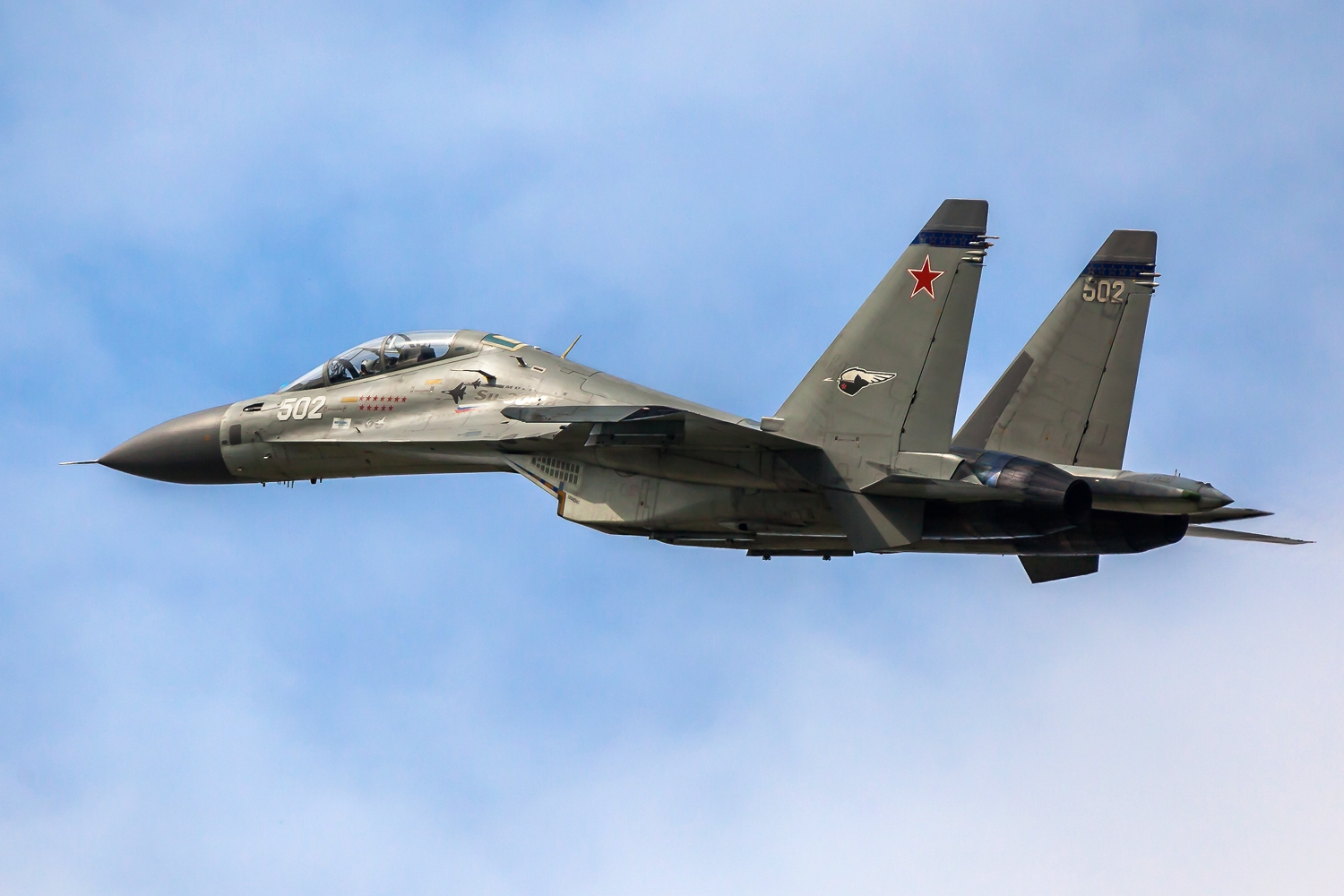
مدل MKK
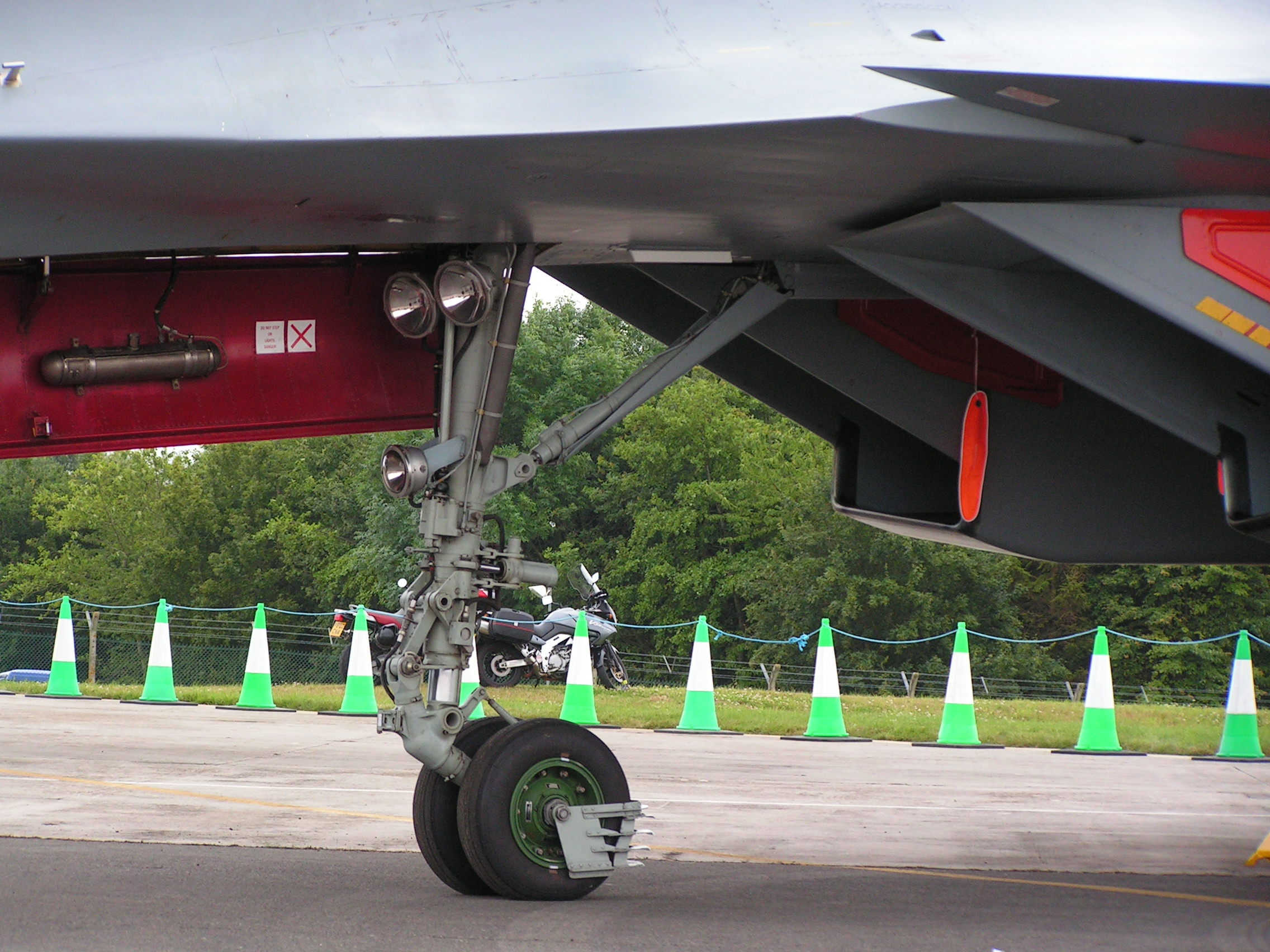
نمای ارابهٔ فرود
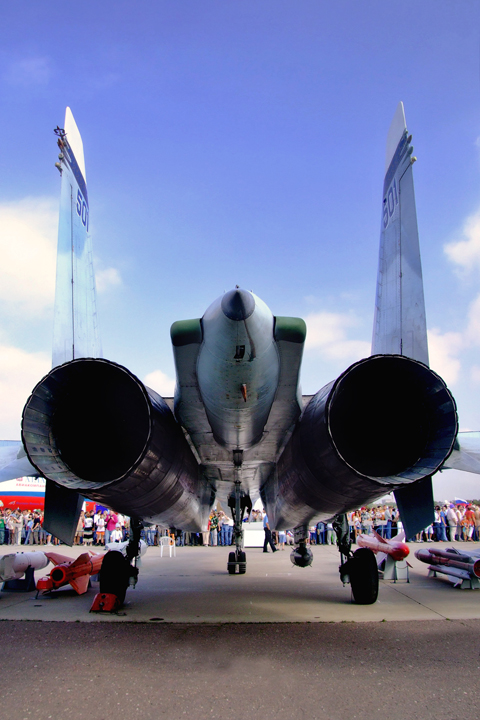
نمای موتور و دُم